# Dippoldiswalde
Dippoldiswalde is een Große Kreisstadt in de Duitse deelstaat Saksen, gelegen in de Landkreis Sächsische Schweiz-Osterzgebirge. De inwoners van Dippoldiswalde noemen hun woonplaats ook wel kortweg Dipps.
De plaats telde ten tijde van de meest recente statistiek 14.180 inwoners.

## Indeling van de gemeente
De stad Dippoldiswalde bestaat naast de kernplaats Dippoldiswalde uit twintig ortsteile, die tussen 1973 en 2014 werden geannexeerd:
- Ammelsdorf
- Berreuth
- Dippoldiswalde (kern)
- Dönschten
- Elend
- Hennersdorf
- Malter
- Naundorf
- Niederpöbel
- Obercarsdorf
- Oberhäslich
- Oberpöbel
- Paulsdorf (met Seifen)
- Reichstädt
- Reinberg
- Reinholdshain
- Sadisdorf
- Schmiedeberg
- Schönfeld
- Seifersdorf
- Ulberndorf

## Enige bijzonderheden over de diverse stadsdelen van Dippoldswalde
Grofweg van noord naar zuid:
- Seifersdorf (S; SAE); 975 inw.; vanaf 1898 was Seifersdorf gedurende enige jaren een kuuroord.
- Paulsdorf (met Seifen) 3 km NW, aan de westkant van het stuwmeer; SAE; 659 inw.
- Malter (S; SAE) aan de oostkant van het stuwmeer; 669 inw.
- Dippoldiswalde (kern) (S); 4.813 inw.
- Oberhäslich, 1 km NO
- Berreuth, direct W
- Reinholdshain, 2 km O, aan de weg naar Glashütte; 500 inw.
- Reinberg, een afgelegen plaatsje meer dan 4 km ONO
- Reichstädt, 2½- 7½ km ZW; 1.331 inw.
- Elend, 3 km ZO; de naam komt van het woord ellende, dat in het Middelhoogduits ook: het andere kan betekenen.
- Ulberndorf (S), 1½ km Z, aan de Weißeritz; 481 inw.
- Obercarsdorf (S), 2 km Z van Ulberndorf; 775 inw.
- Naundorf (S), met Unternaundorf, 2 km ten Z van Obercarsdorf, aan de Weißeritz; 541 inw.; bij Naundorf staat een zeker al sinds de 15e eeuw bestaand, vervallen kasteel [2]; de bijbehorende uitzichttoren, Otto's Eck, is gerestaureerd.
- Schmiedeberg (S), ten Z van Unternaundorf, aan de Weißeritz, en 7 km Z van Dippoldiswalde; 1.582 inw. Van 1675 tot 1833 had Schmiedeberg stadsrechten; het was een kleine zogenaamde bergstad.
- Niederpöbel, 1 km ZW van Schmiedeberg
- Dönschten, 3 km ZO van Schmiedeberg
- Sadisdorf, ten W van Naundorf en 3 km W van Schmiedeberg; van 1473 tot 1953 was hier een kopermijn, waar echter ook andere metalen zijn gewonnen. In 2018 werd lithium in de bodem aangetroffen; mogelijkerwijs zal in de toekomst een lithium-mijn worden geopend.
- Hennersdorf, ten W van Sadisdorf en 2 km ten ZO van het zuideinde van Reichstädt
- Ammelsdorf, 12 km ZZW
- Schönfeld, 15 km ZZW; van 1921 tot 1937 was hier een kleine steenkoolmijn in bedrijf.
- Oberpöbel, een afgelegen gehucht meer dan 15 km Z

2 km N betekent: 2 kilometer ten noorden van het centrum van Dippoldiswalde.
S betekent: er is een stationnetje aan de Weißeritzbahn. SAE betekent: het plaatsje is een staatlich anerkannter Erholungsort.
Inw.: Het aantal inwoners van het stadsdeel, mits dit meer is dan circa 500 personen; peildatum 31 december 2020.

## Geografie en verkeer
De stad Dippoldiswalde ligt in het noorden van het Ertsgebergte aan de Rote Weißeritz, die zich verderop met de Wilde Weißeritz tot de Weißeritz verenigt. Dit riviertje, waarvan de naam van Sorbische oorsprong is en wilde, snel stromende beek betekent, stroomt door Freital en mondt in de buitenwijken van Dresden uit in de Elbe. Deze vanuit het Ertsgebergte komende takken van de Weißeritz zijn inderdaad snel stromende beken, die in het verleden om hun overstromingen berucht waren. 
Dippoldiswalde ligt ongeveer 20 kilometer ten zuiden van Dresden halverwege de weg naar de Tsjechische grens.

### Naburige gemeentes
- In het zuidwesten: Hartmannsdorf-Reichenau
- In het westen: Klingenberg
- In het noorden: Rabenau
- In het oosten: Glashütte
- In het zuidoosten: Altenberg
- In het zuiden: Hermsdorf.

Al deze gemeentes liggen in dezelfde Landkreis als Dippoldiswalde zelf.

### Verkeer en vervoer

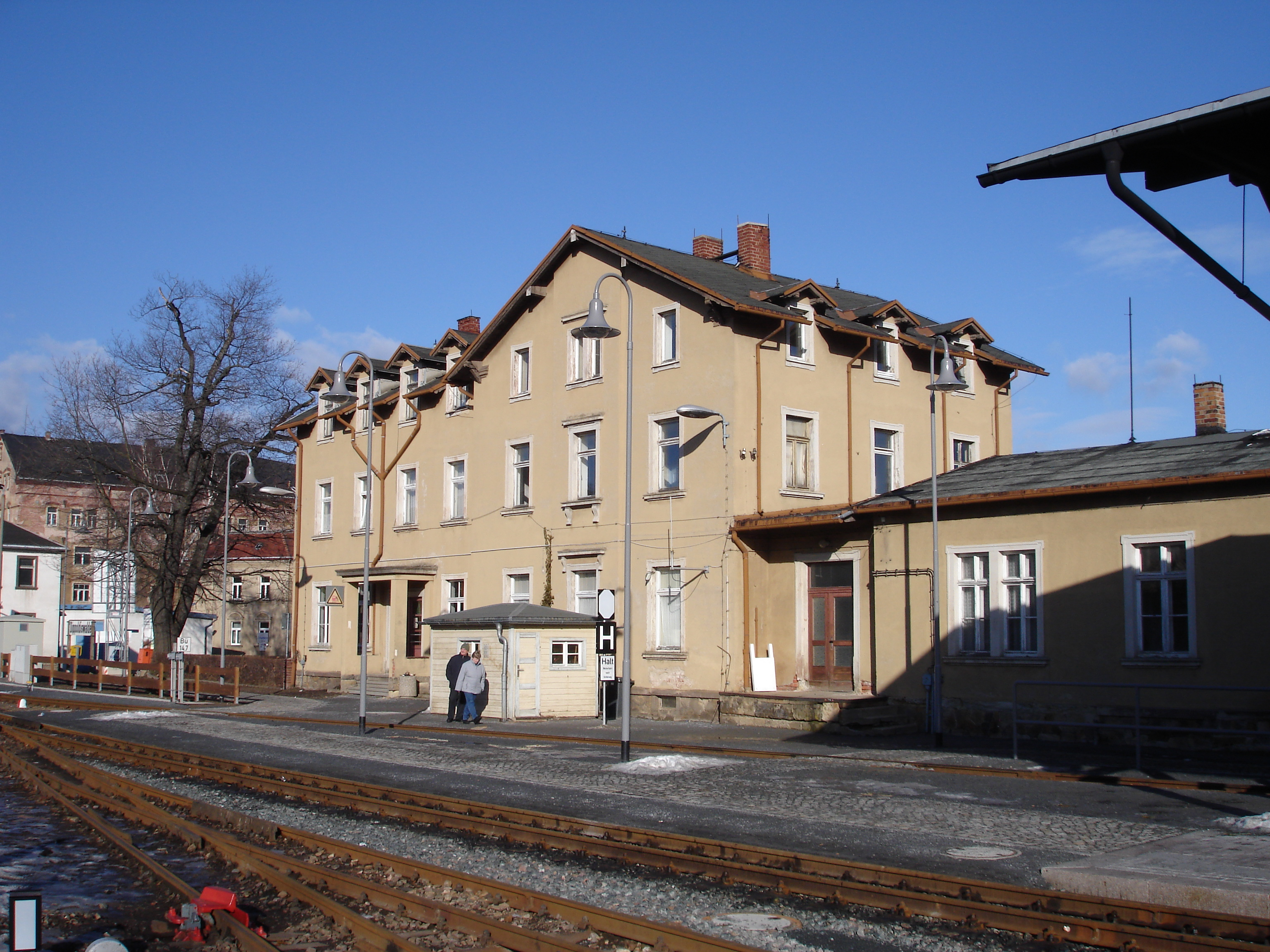
Station Dippoldiswalde
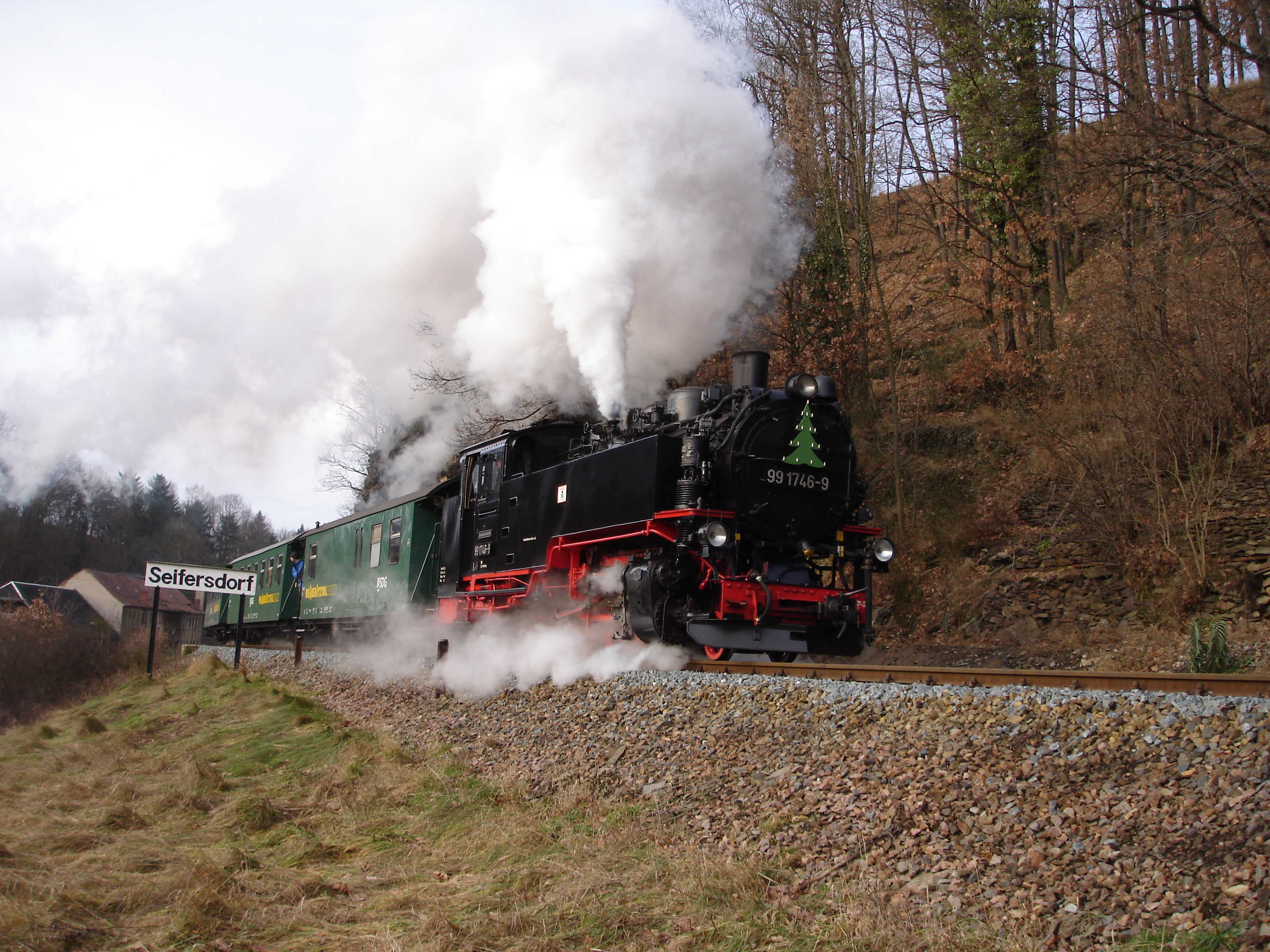
Stoomtrein (2008) bij Seifersdorf

Het stadje ligt, evenals zijn zuidelijke Ortsteil Schmiedeberg, aan de Bundesstraße 170. De dichtstbij gelegen Autobahn is de A 17, meer dan 20 km ten oosten van Dippoldiswalde. Bij Schmiedeberg takt de Bundesstraße 171 van de B170 af. Deze loopt zuidwestwaarts naar o.a. Marienberg (Saksen).
Sedert 1882 is Dippoldiswalde aangesloten op het spoorwegnet. Het ligt aan het lijntje Weißeritzbahn, zie ook: Freital. Op dit lijntje wordt in beide richtingen  slechts 2 x per dag gereden, met  stoomtreinen, die als regulier openbaar vervoer worden beschouwd. In de gemeente Dippoldiswalde liggen 7 stopplaatsen aan deze lijn. Ter aanvulling rijden van en naar Dippoldiswalde talrijke streekbussen, echter, zeker buiten de spitsuren en in de weekends, met beperkte frequentie.

## Economie
Dippoldiswalde is economisch van slechts geringe betekenis. Handel en nijverheid dienen alleen de lokale behoefte. Wel is er relatief veel werkgelegenheid in de dienstensector: er is, in het kasteel, een Amtsgericht gevestigd, en de stad heeft ook een eigen ziekenhuis. 
In de DDR-periode, in 1949, werd aan de zuidoostkant van Schmiedeberg een grote machinefabriek en gieterij opgericht.  Dit bedrijf bestaat nog en is de grootste industriële onderneming in de gemeente Dippoldiswalde. Ertegenover is een bedrijf gevestigd, dat voor andere bedrijven en voor brandweerkorpsen proeven doet voor de research op het gebied van brandbestrijding.

## Geschiedenis

Kaart van Dippoldiswalde uit circa 1750

Dippoldiswalde wordt in 1218 voor het eerst in een document vermeld, waarschijnlijk is het als boerendorp of mijnwerkersnederzetting in de tweede helft van de 12e eeuw ontstaan. Ook de meeste andere dorpen in de huidige gemeente ontstonden als middeleeuwse kolonie van boeren, die land langs een beekoever ontgonnen; veel van de 20 Ortsteile van Dippoldiswalde  zijn tot op de huidige dag agrarisch van karakter. In de 12e eeuw is bij Dippoldiswalde mijnbouw bedreven; er werd zilvererts gewonnen. Het behoorde toen tot een door burggraven van Dohna bestuurd gebied. Dit was waarschijnlijk, en na de veroveringen door  markgraaf Willem I van Meißen vanaf 1401 zeker, onderhorig aan het Markgraafschap Meißen, dat uiteindelijk in het Keurvorstendom Saksen opging, en na de Napoleontische tijd eerst van het Koninkrijk Saksen en daarna het Duitse Keizerrijk deel uitmaakte. In of vóór 1266 verwierf Dippoldiswalde stadsrechten. In de 14e eeuw werd het stadje ommuurd.
In 1429 werd het stadje verwoest tijdens de Hussietenoorlogen, en in 1632, 1634 en 1813 nogmaals, tijdens de Dertigjarige Oorlog (2 x), respectievelijk de Napoleontische Oorlogen.
Sinds 1541, toen de Reformatie tot Dippoldiswalde doordrong, is een grote meerderheid van de christenen in de gemeente protestants. De in dit artikel genoemde kerkgebouwen in Dippoldiswalde en zijn stadsdelen zijn, tenzij uitdrukkelijk anders vermeld, alle evangelisch-luthers.
In 1826 werd het stadje grotendeels door brand verwoest. In de eerste helft van de 19e eeuw waren er opvallend veel schoenmakers in Dippoldiswalde gevestigd.
Tot aan de Tweede Wereldoorlog zijn er verder geen historisch belangrijke feiten overgeleverd.
Van 1949 tot 1990 lag Dippoldiswalde in de DDR.
In 2002 leed Dippoldiswalde zware materiële schade door het Hoogwater in Centraal-Europa 2002. Onder andere de spoorwegverbinding met Freital was daardoor tot 2008, stroomopwaarts zelfs tot 2017 gestremd.

## Stuwdam bij Malter

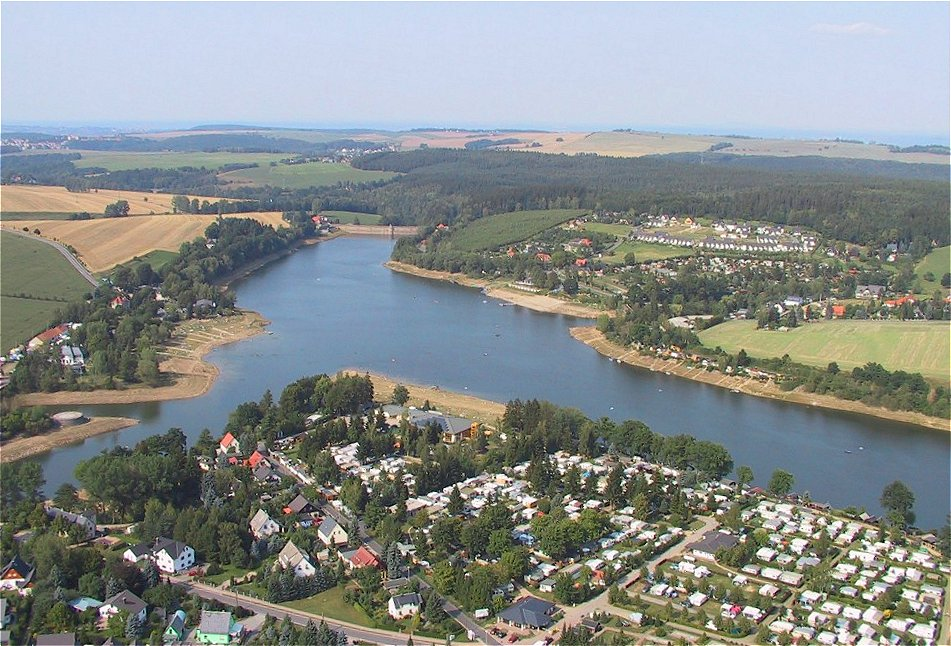
Luchtfoto van de stuwdam en het stuwmeer
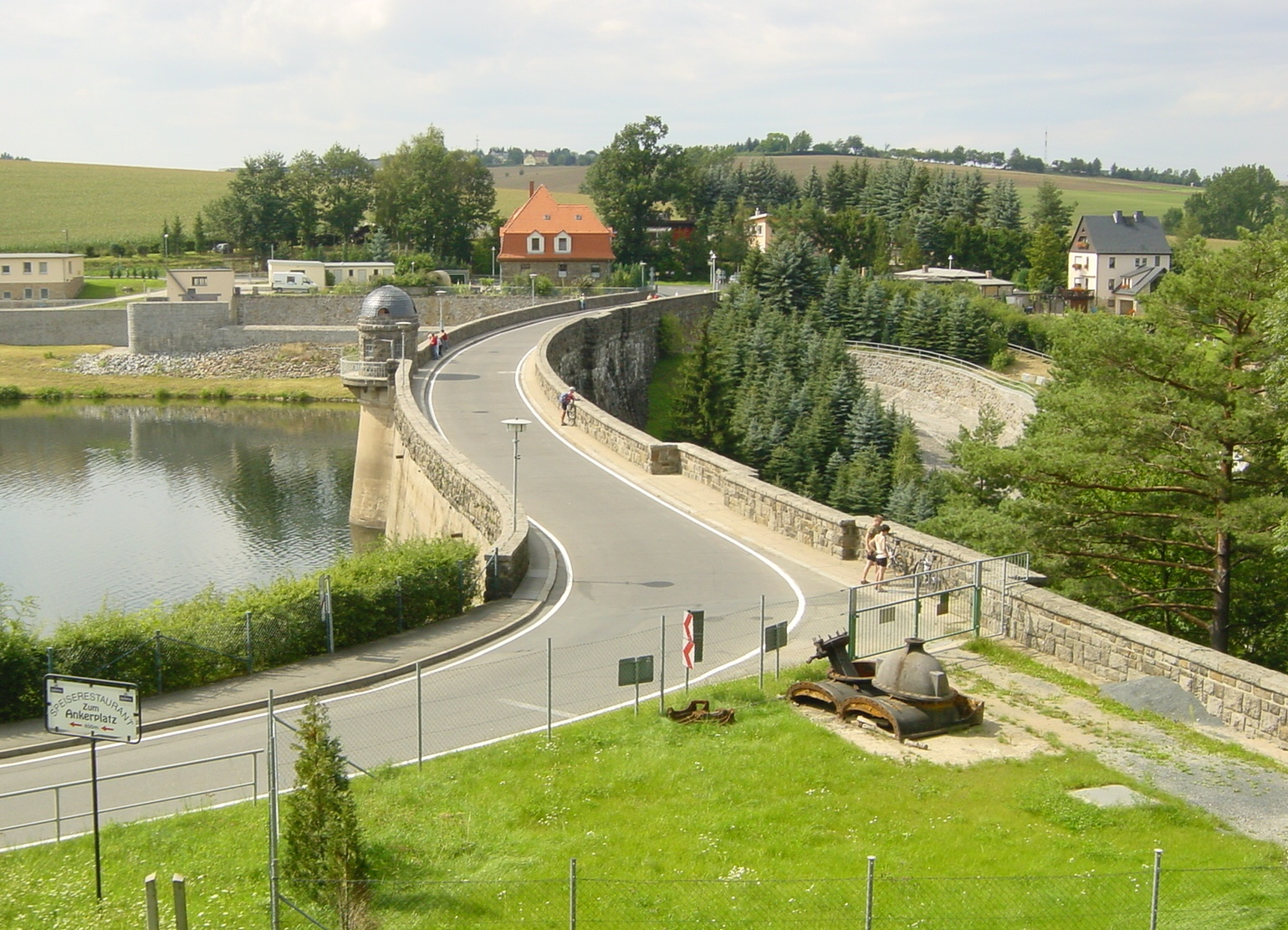
Weg over de stuwdam
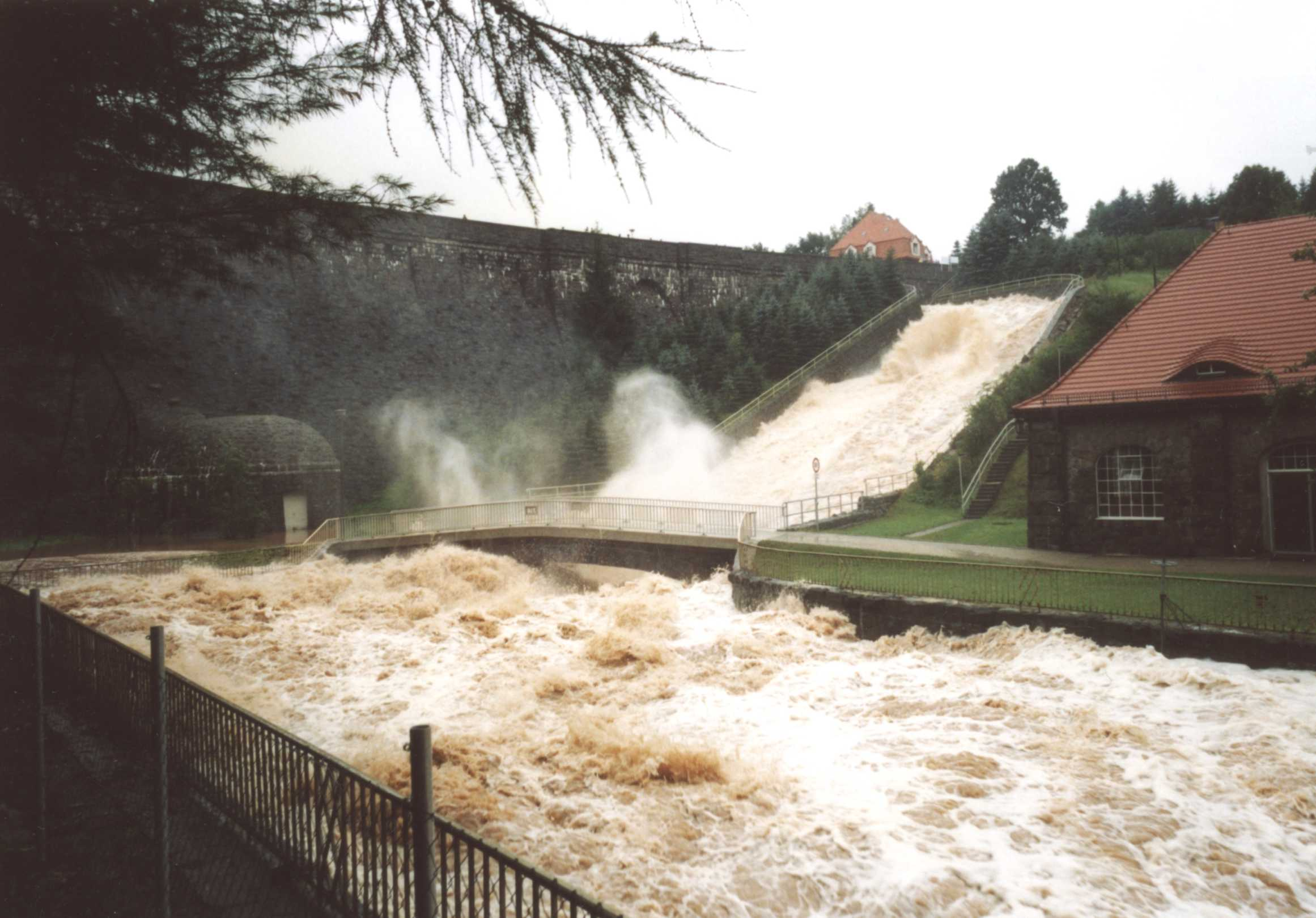
De stuwdam tijdens de overstroming van augustus 2002
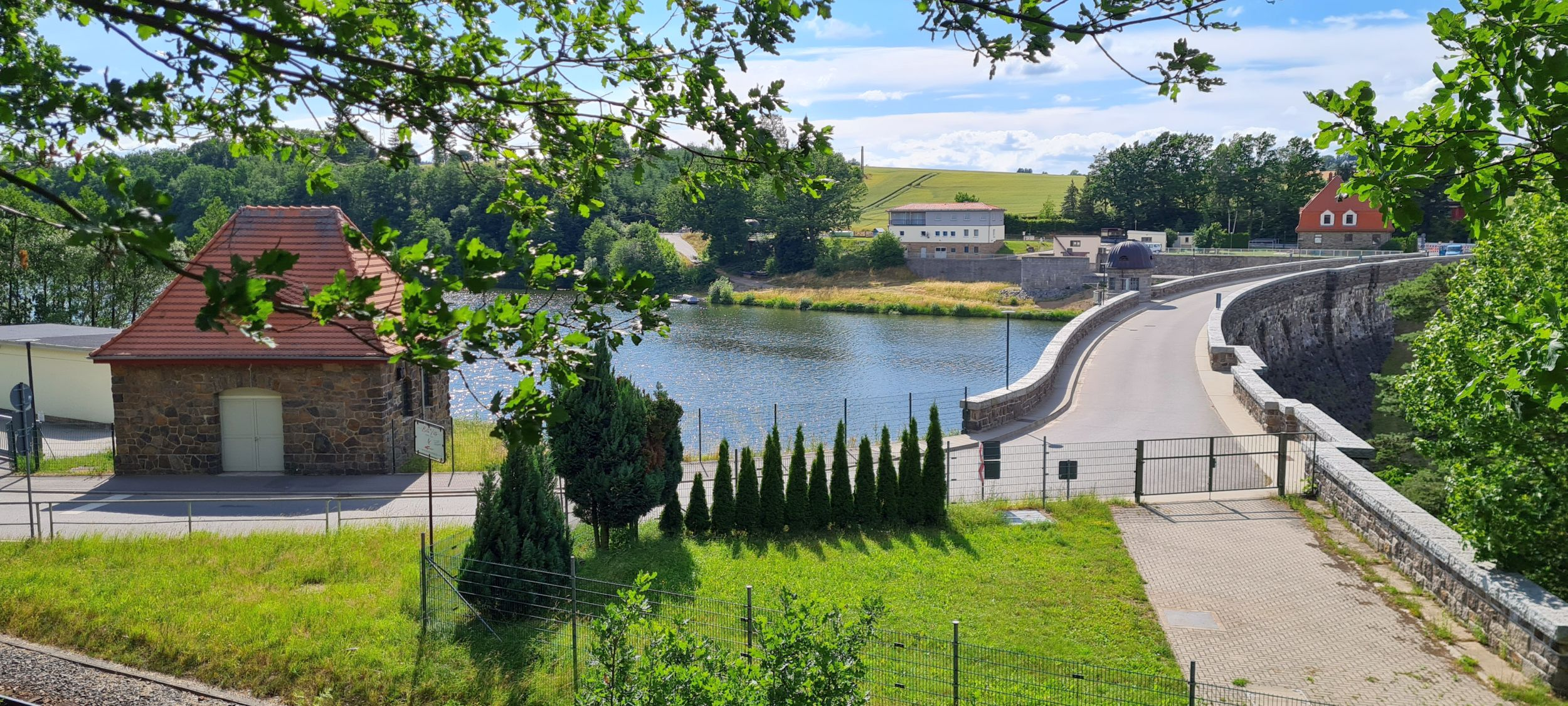
De stuwdam Talsperre Malter

Op 3 à 4 kilometer ten noorden van  Dippoldiswalde,  aan de rand van het langgerekte dorp Malter, ligt in de Rote Weißeritz een stuwdam met stuwmeer. Dit is de Talsperre Malter.
De kruin van de stuwdam steekt ongeveer 7,5 meter boven de gemiddelde waterhoogte van het stuwmeer, en  34 m boven de omliggende landerijen uit en ligt ongeveer 335 meter hoogte boven zeeniveau. De stuwdam is ongeveer 193 meter lang en 6,1 meter breed.
De waterspiegel van het 84 hectare grote stuwmeer ligt gemiddeld circa 326,5 meter boven de zeespiegel. 
In 1862 en 1863  was er een twee jaar durende droogte in de streek. In 1897 waren er weer zware overstromingen. Het waterpeil in de Rote Weißeritz was zo wisselvallig, dat men een drastische ingreep nodig vond. Van 1908 tot 1913 werd de nog bestaande stuwdam gebouwd namens een particuliere investeringsmaatschappij.  Tegelijkertijd waren veel begeleidende  werkzaamheden noodzakelijk. De spoorlijn en de straatweg langs het riviertje werden verlegd, een geheel, uit 50 huizen en boerderijen bestaand dorpje werd ontruimd  en  ook verderop langs de Rote Weißeritz werden kades en dijken vervangen.
Enkele jaren na de voltooiing van de dam kwam deze, door het faillissement van de investeringsmaatschappij,  in staatsbezit.
De dam en het stuwmeer dienen sindsdien niet alleen de waterhuishouding in de regio. De dam is verbonden met een waterkrachtcentrale. Het stuwmeer levert drinkwater. Langs het stuwmeer is een populair recreatiegebied ontstaan met onder andere vier zwemplaatsen, twee grote campings en enige haventjes voor de pleziervaart. Motorboten mogen niet op het stuwmeer varen.
In 2002 weerstond de stuwdam het extreme hoogwater van die zomer, in 2013 liep het stuwmeer over. Nadien is het systeem verbeterd, onder andere door de in 2023 voltooide aanleg van een extra afvoerleiding voor hoogwater.

## Bezienswaardigheden
- Dippoldiswalde beschikt over een historische stadskern, waar veel architectonisch interessante, oude gebouwen bewaard zijn gebleven. Daaronder zijn twee bezienswaardige kerkgebouwen: 
  - De Stadskerk (Stadtkirche) of Maria- en Laurentiuskerk heeft een grotendeels 17e-eeuwse inrichting. Bijzonder is het cassetteplafond uit 1642. De afbeeldingen stellen Jezus Christus en diverse bijbelse figuren voor. Het fraaie kerkorgel dateert uit 1864.
  - De  Sint-Nicolaaskerk is van oorsprong een romaanse basilica met vroeggotische elementen. De kerk dateert uit de eerste helft van de 13e eeuw. Uit het jaar 1602 is overgeleverd, dat deze kerk op een begraafplaats stond.  In 1883 werd het godshuis  gerestaureerd. Later zijn er oorlogsmonumenten voor de slachtoffers van zowel de Eerste als de Tweede Wereldoorlog in geplaatst. De kerk bevat ongeveer 15 fresco's uit de 14e eeuw, die scènes uit het leven van Sint-Nicolaas voorstellen.
- In een gebouw uit 1756, een voormalige leerlooierij, is het plaatselijke museum gevestigd.
- Het kasteel van Dippoldiswalde is gedeeltelijk te bezichtigen; er is een museum over de mijnbouw gedurende de middeleeuwen in het Ertsgebergte en een regionaal museum voor beeldende kunst in ondergebracht.
- Ook te Reichstädt staat een bezienswaardig kasteel. Het huisvest een luxe hotel en feestlocatie, o.a. voor bruiloften. Incidenteel is het, in het kader van rondleidingen, gedeeltelijk te bezichtigen.
- Strandvermaak en watersportrecreatie langs de Malter Talsperre, waar ook af en toe concerten, festivals, zwem- en roeiwedstrijden worden gehouden.
- Enkele dorpen in de gemeente Dippoldiswalde hebben een oude, cultuurhistorisch interessante dorpskerk; zie onderstaande afbeeldingen
- Regelmatig vinden in de gemeente muziekuitvoeringen plaats in veel uiteenlopende genres.

## Afbeeldingen

### Kerkgebouwen e.d.

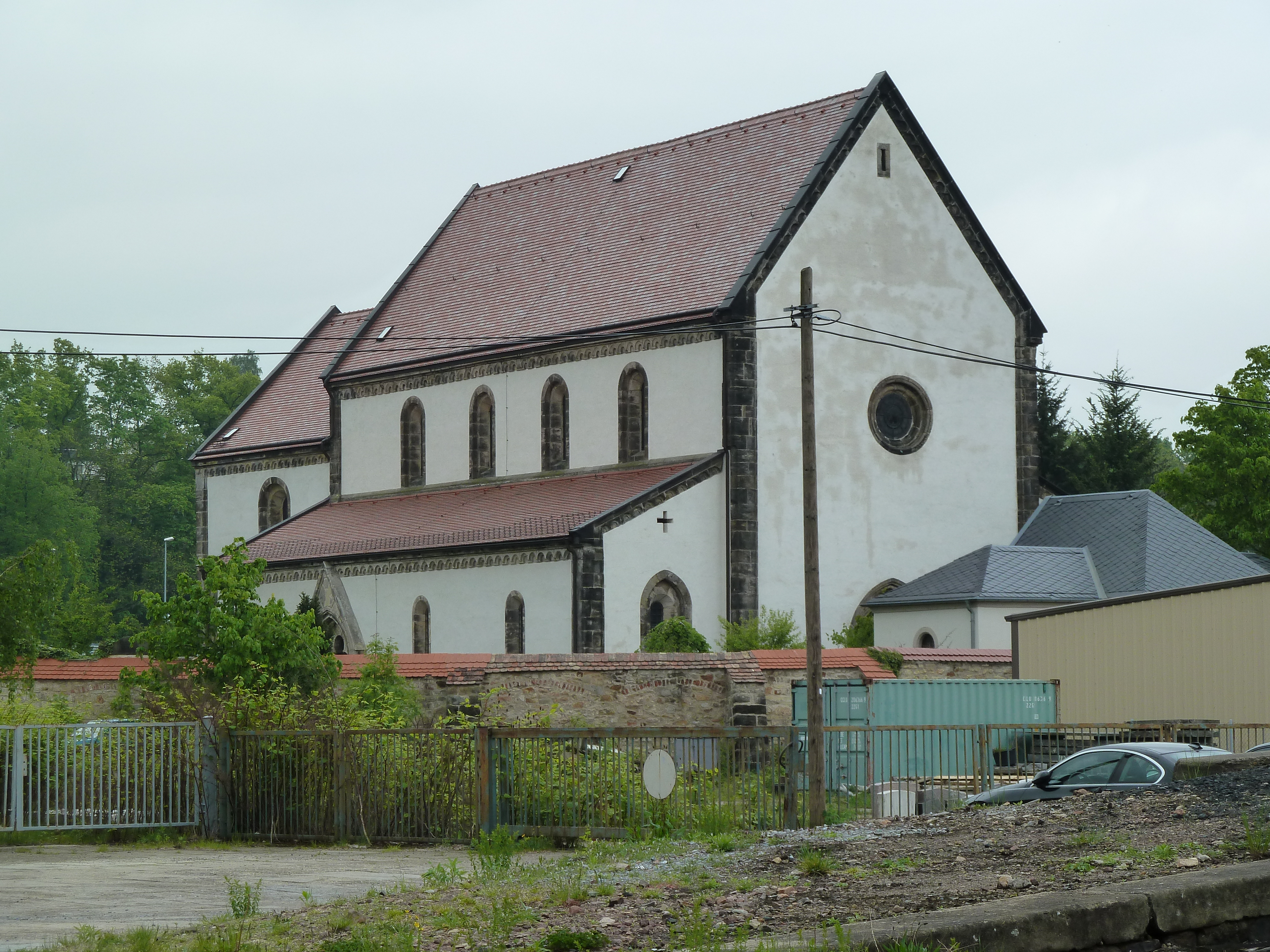
Sint-Nicolaaskerk te Dippoldiswalde (1)
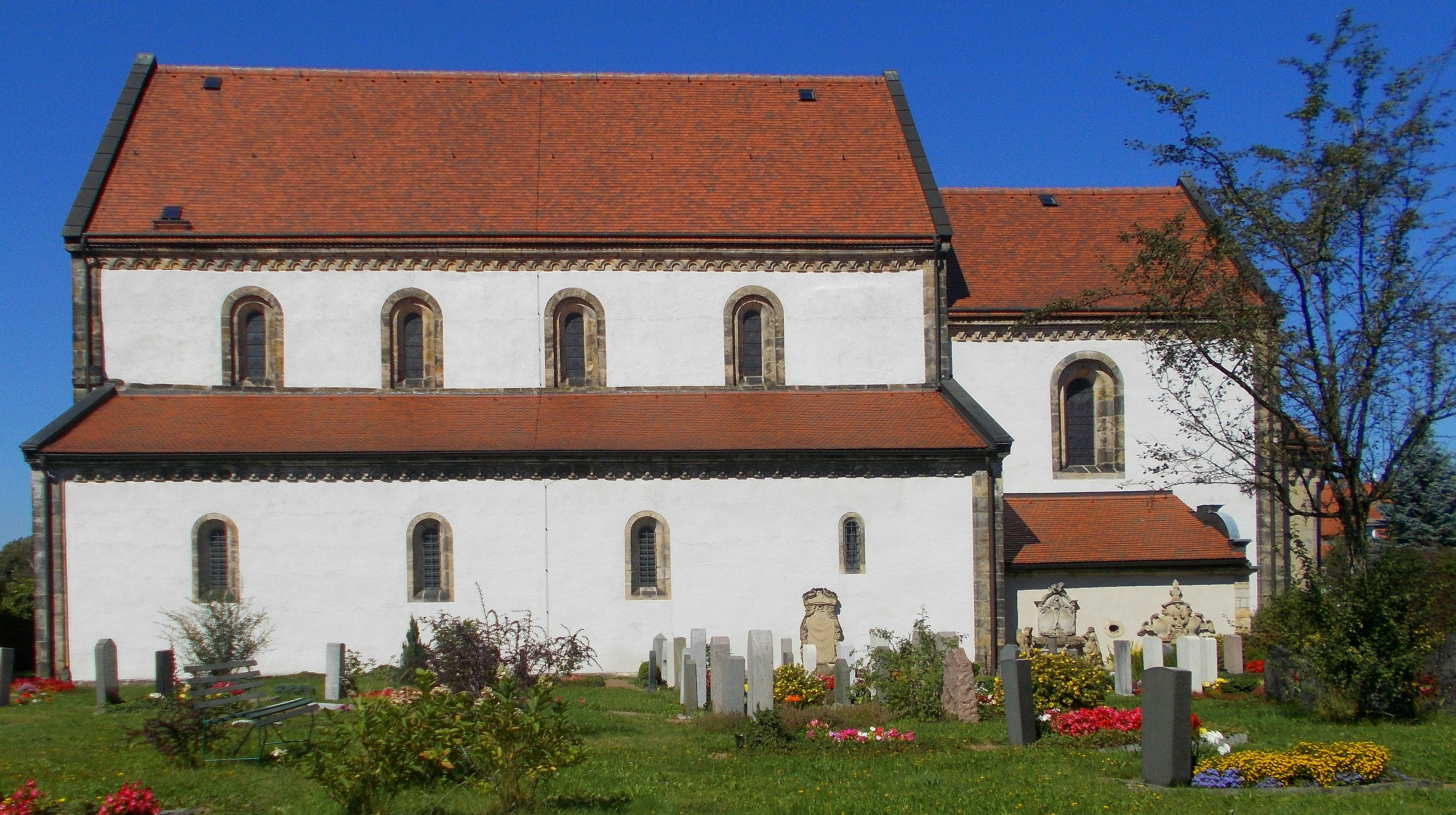
Sint-Nicolaaskerk te Dippoldiswalde (2)
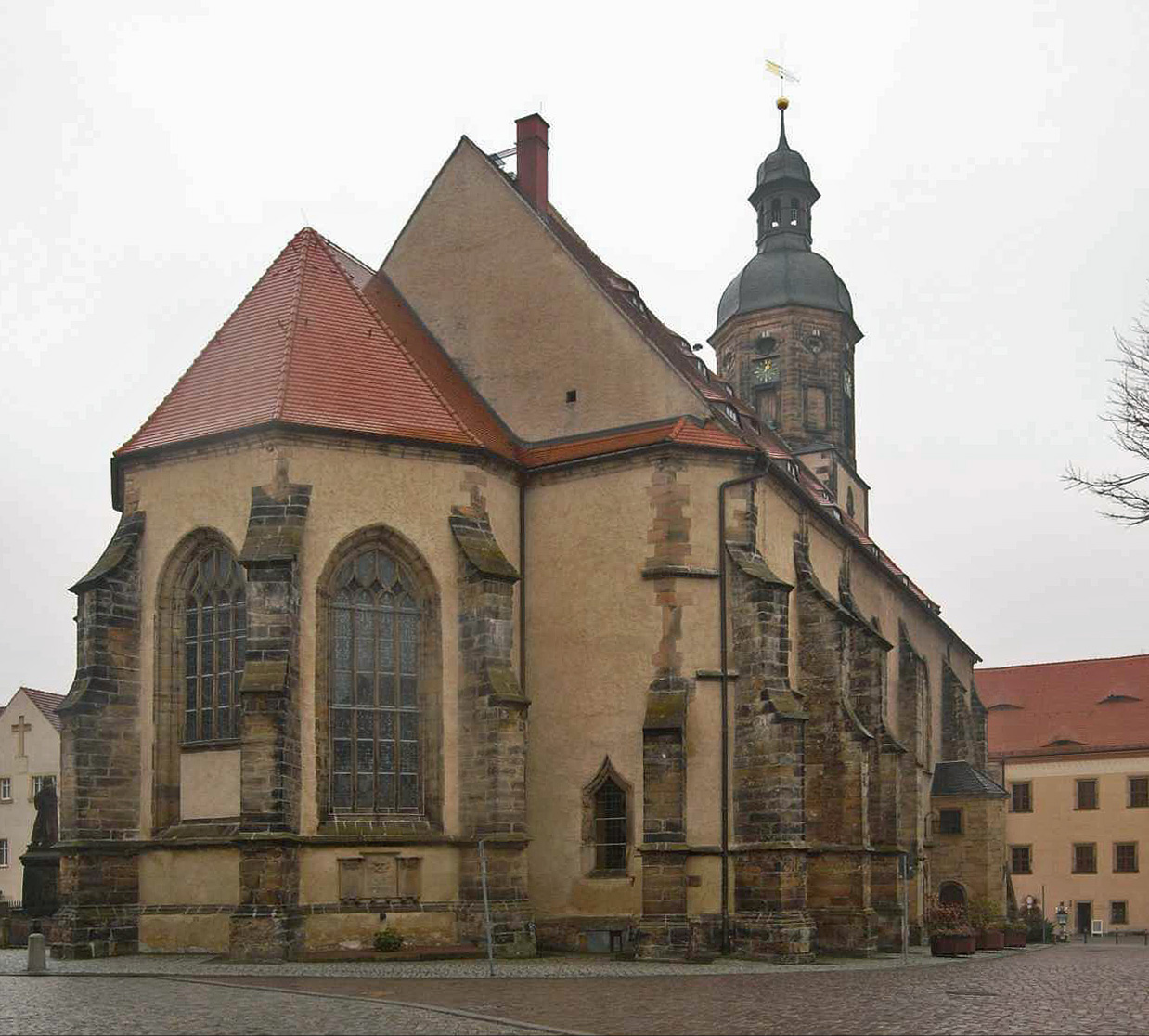
De stadskerk van Dippoldiswalde (1)
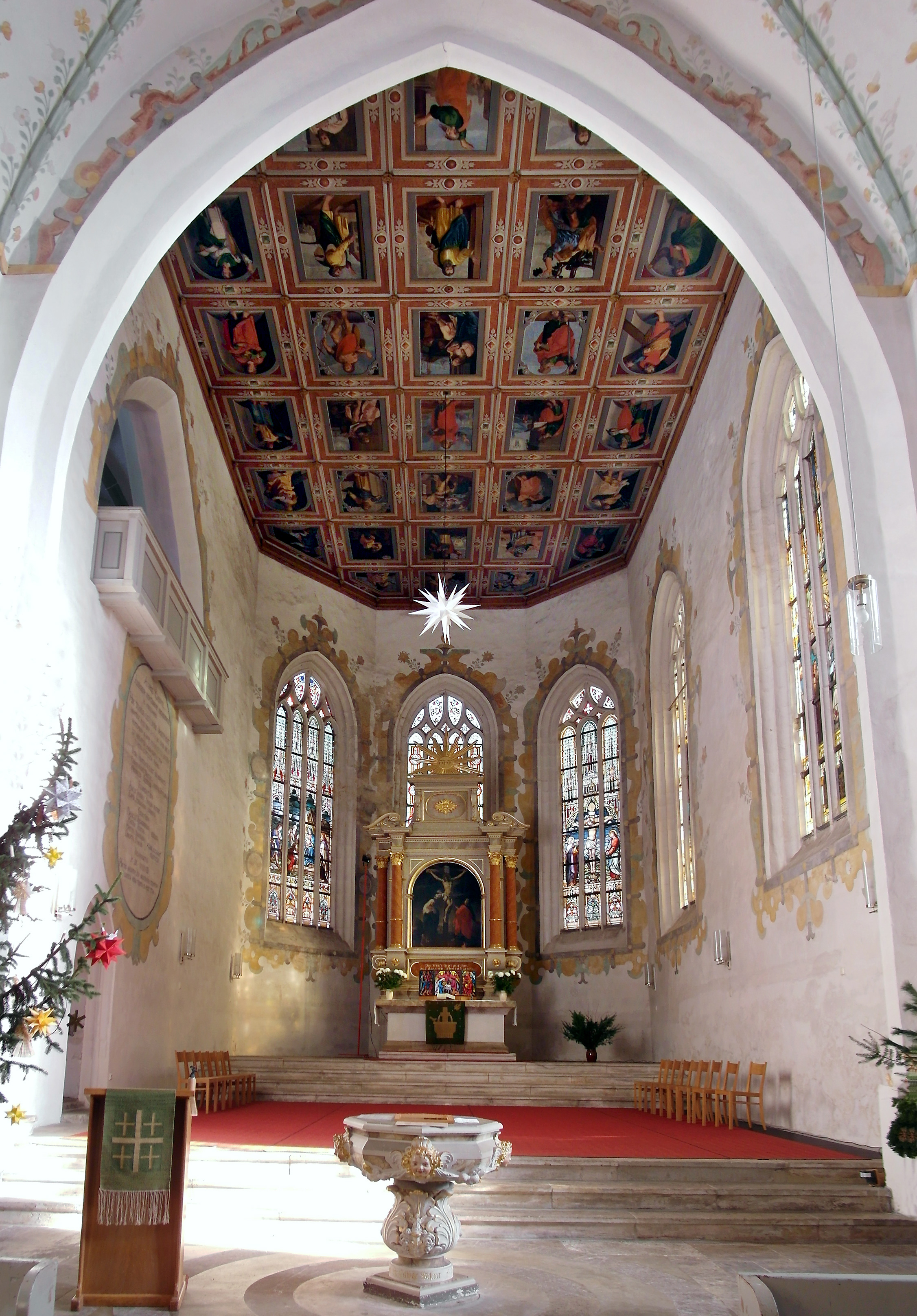
De stadskerk van Dippoldiswalde (2)
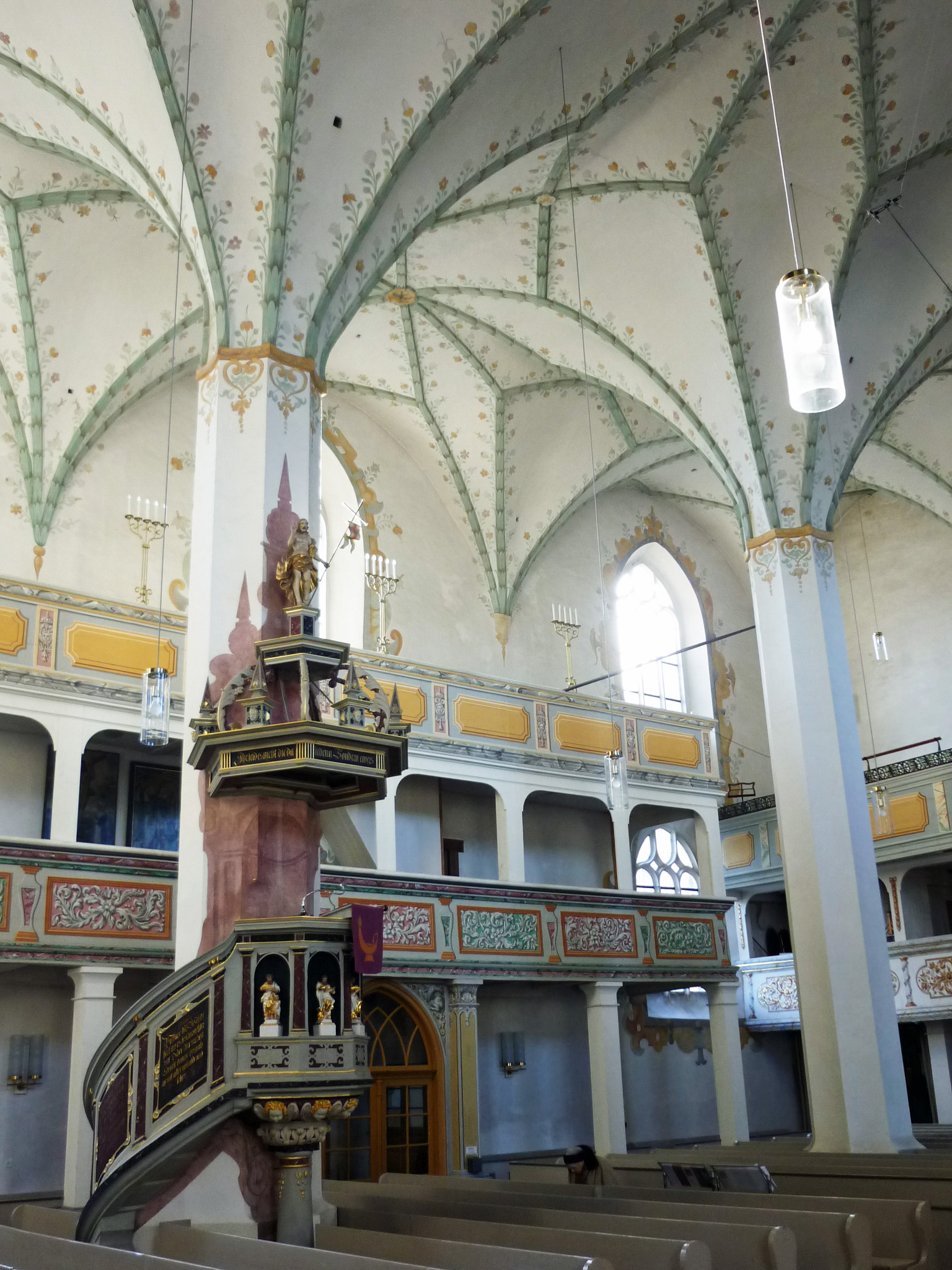
De stadskerk van Dippoldiswalde (3; interieur)
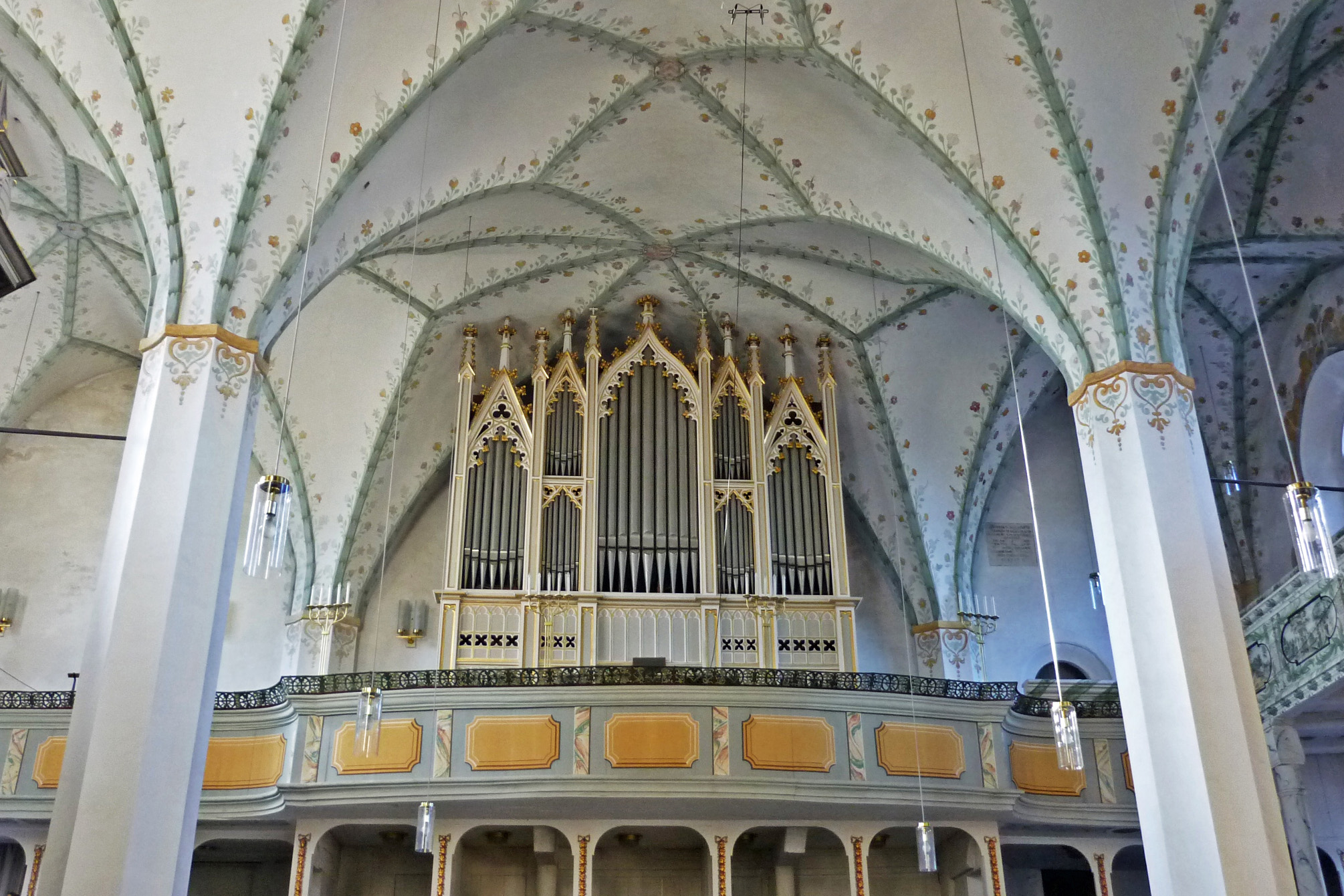
Het orgel in deze kerk
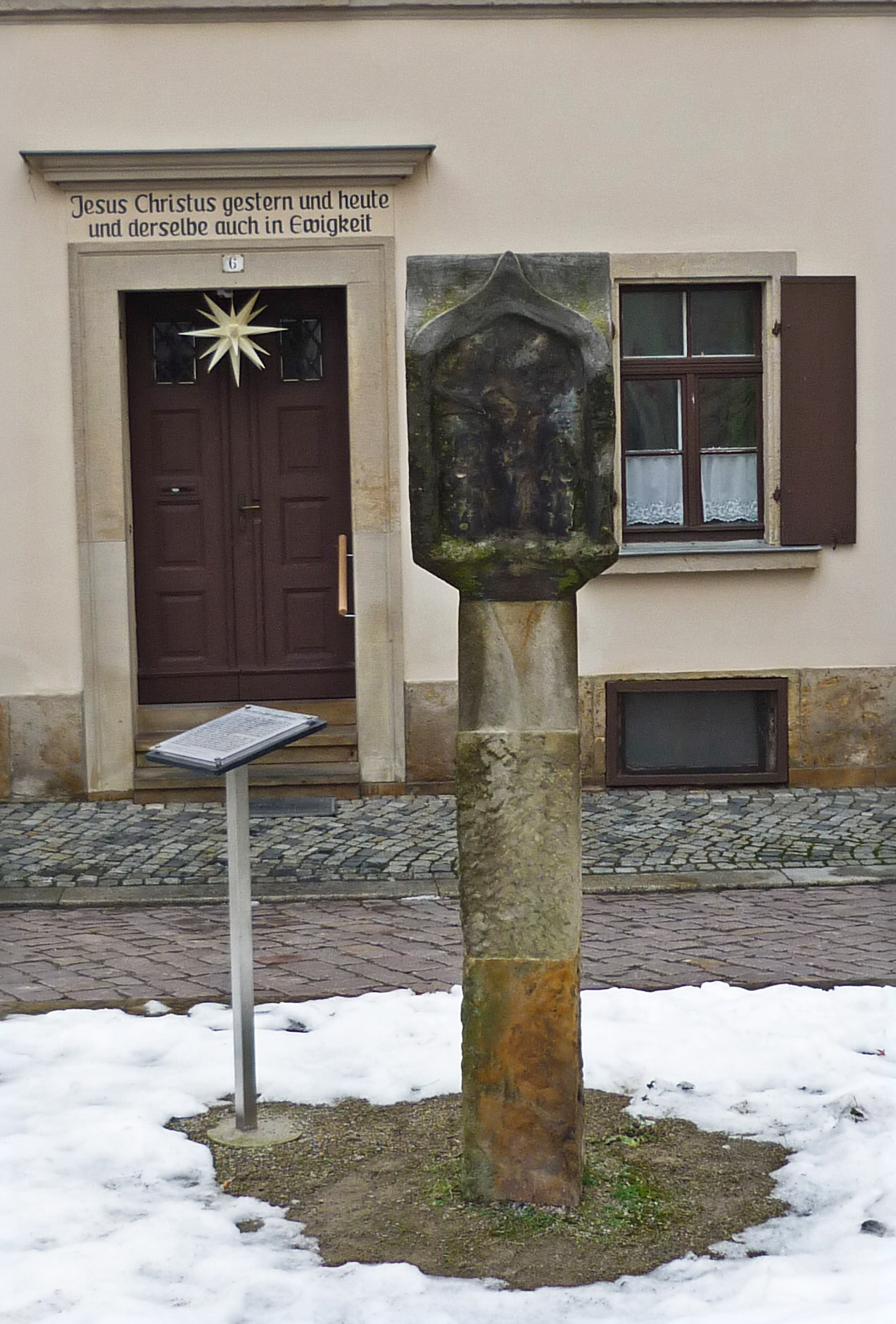
Eén van de vele heiligenbeelden en kapelletjes in de gemeente Dippoldiswalde; dit exemplaar staat aan de Kirchplatz in het stadje zelf
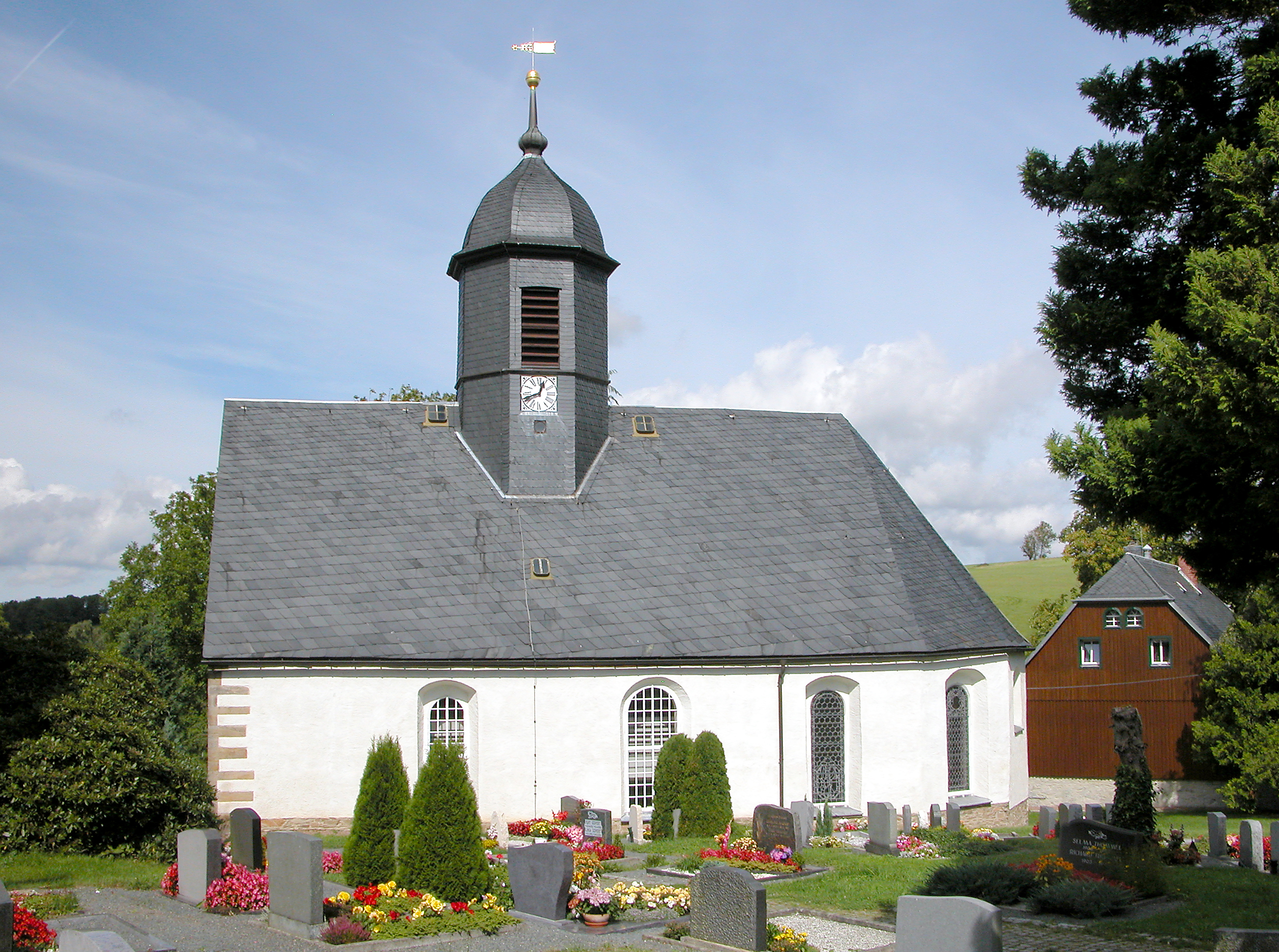
Hennersdorf, Catharijnekerk (14e eeuw; na blikseminslag in 1850 ingrijpend gerestaureerd; met welluidend, 19e-eeuws kerkorgel)
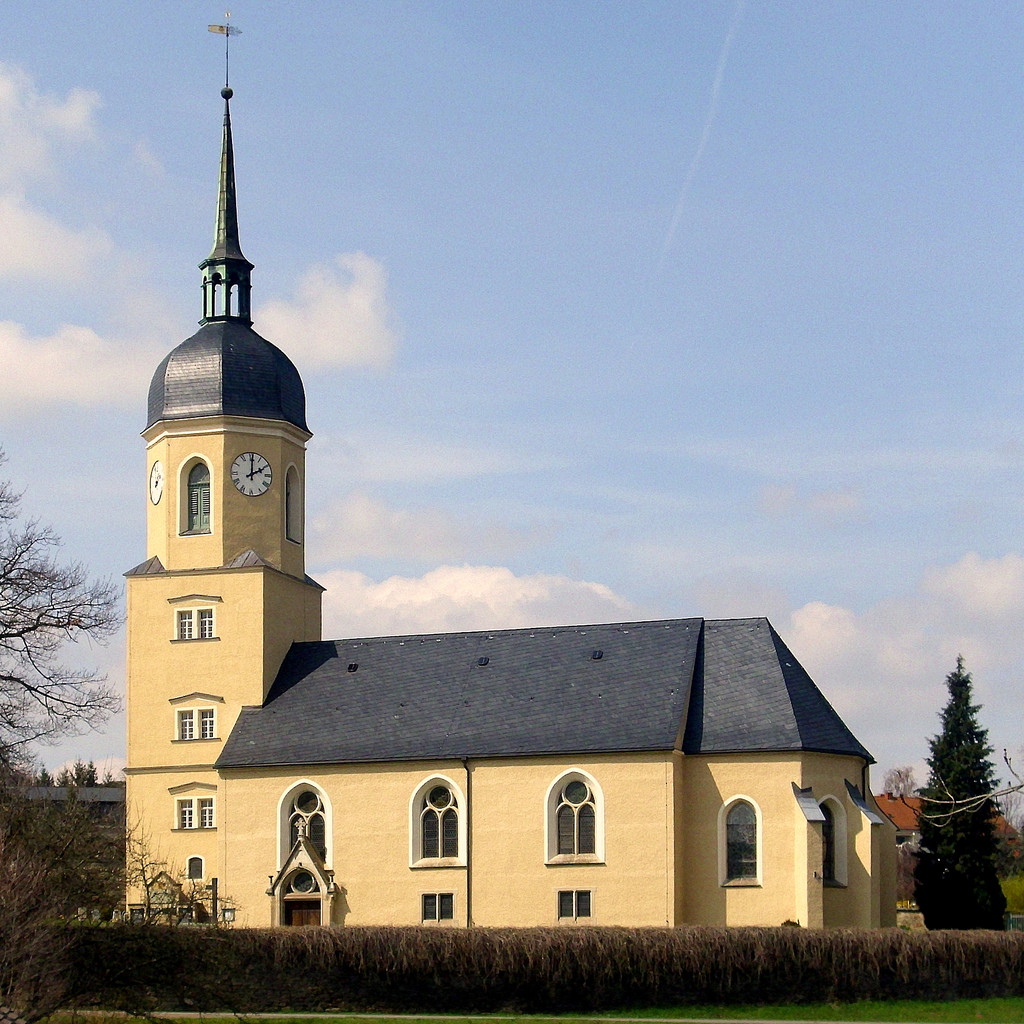
Dorpskerk te Reichstädt (ouderdom onbekend; in de 18e en 19e eeuw gerenoveerd)
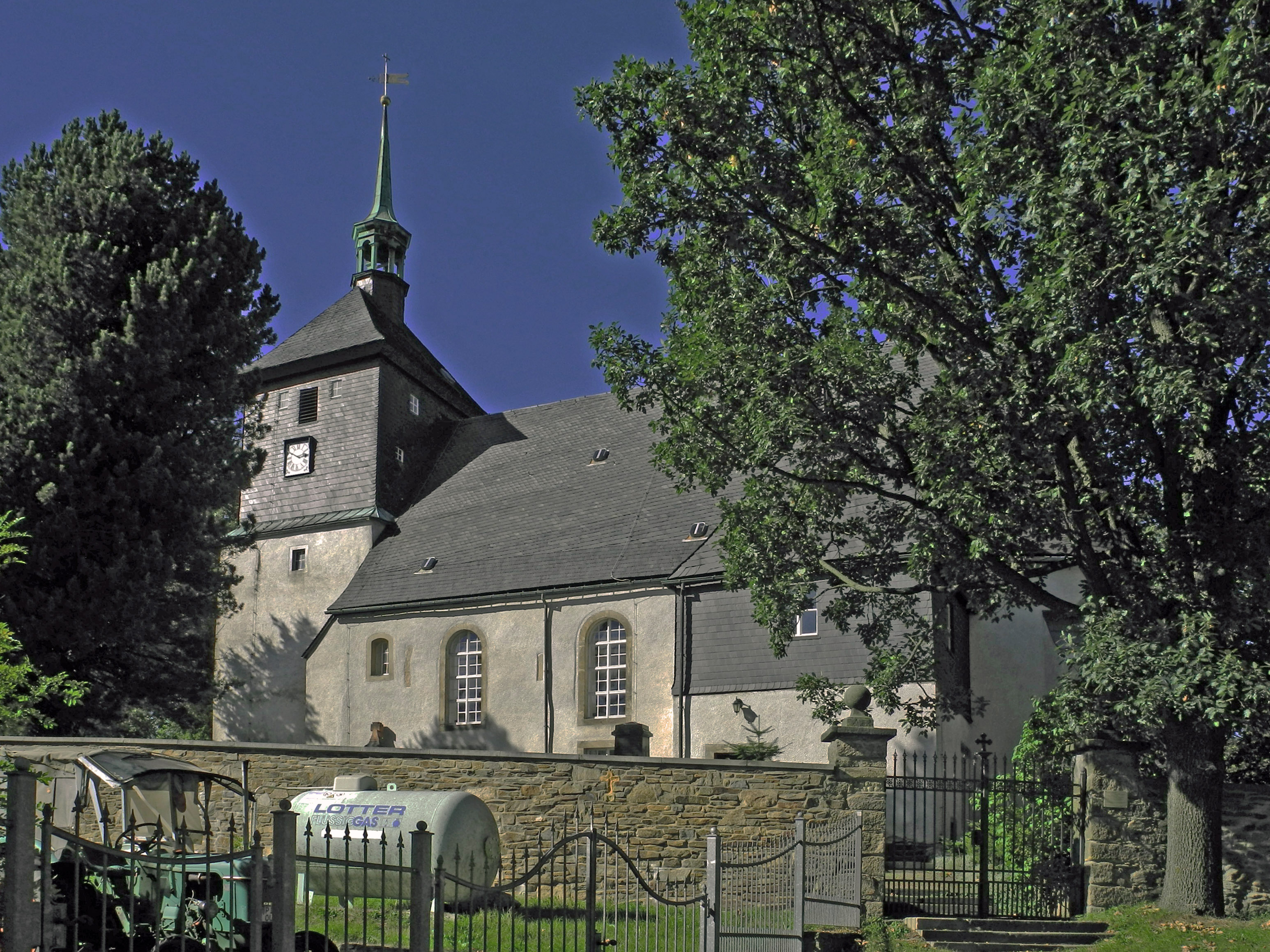
Dorpskerk St. Gallus (1644), Sadisdorf
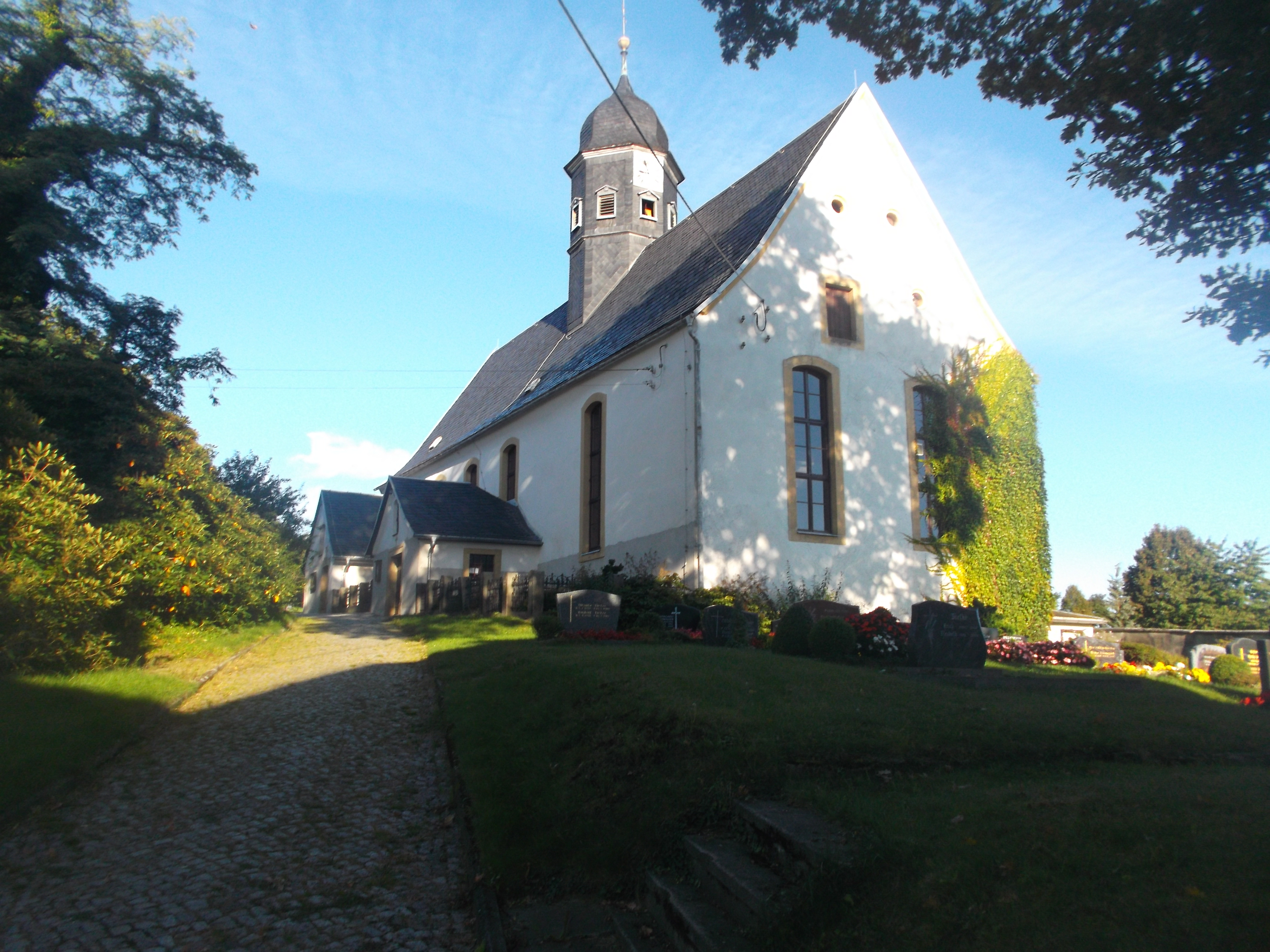
Kerk van Seifersdorf (1282; met bezienswaardig interieur, waaronder enkele 15e-eeuwse fresco's)

### Overige

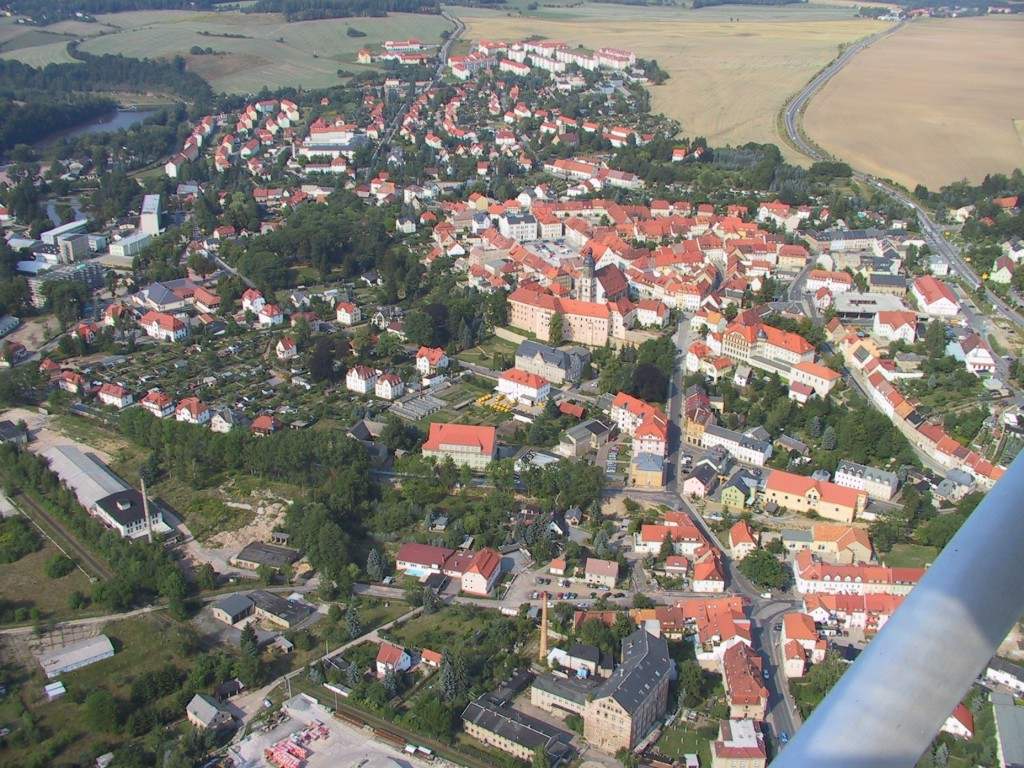
Luchtfoto (2003) van Dippoldiswalde
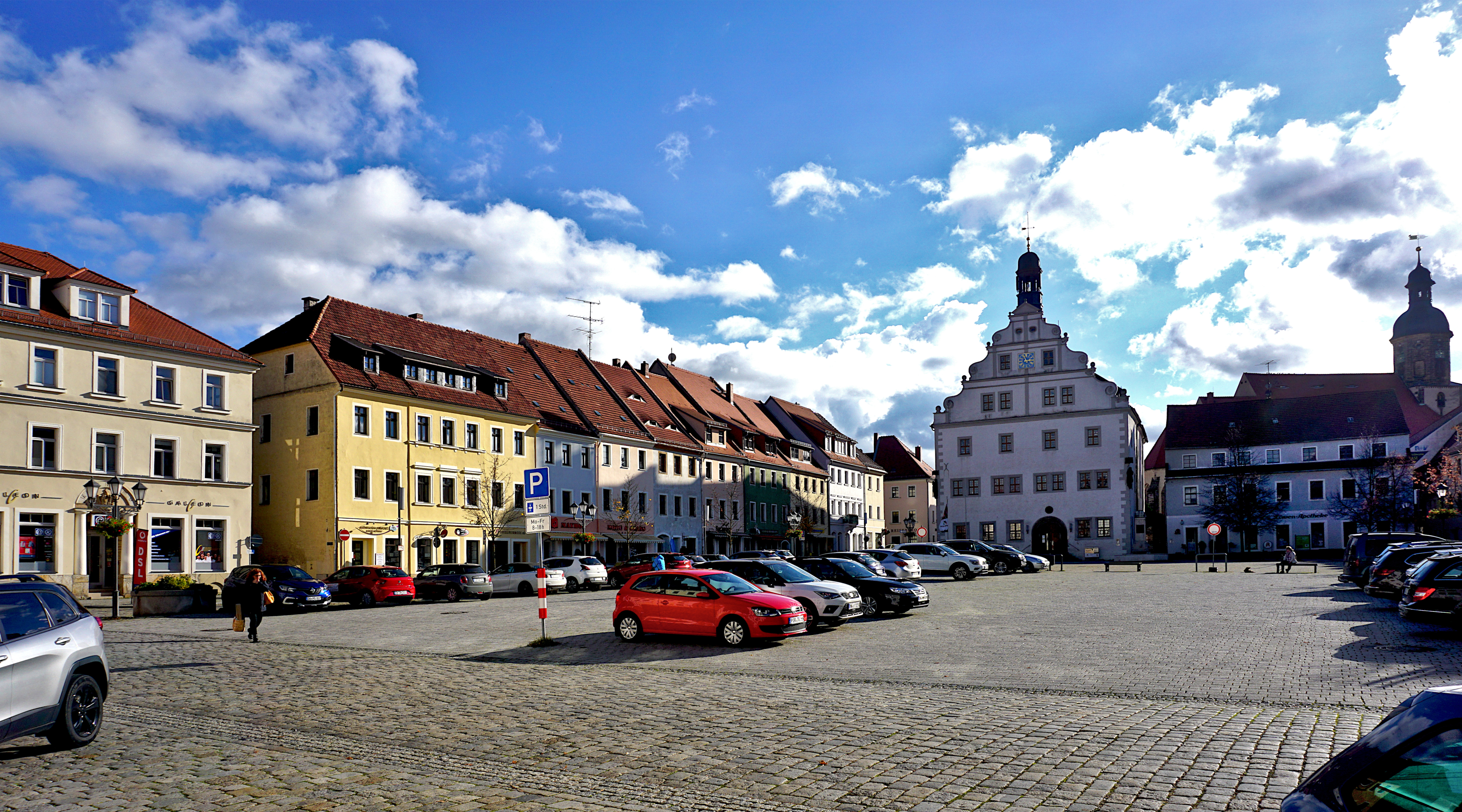
Marktplein in het stadje Dippoldiswalde
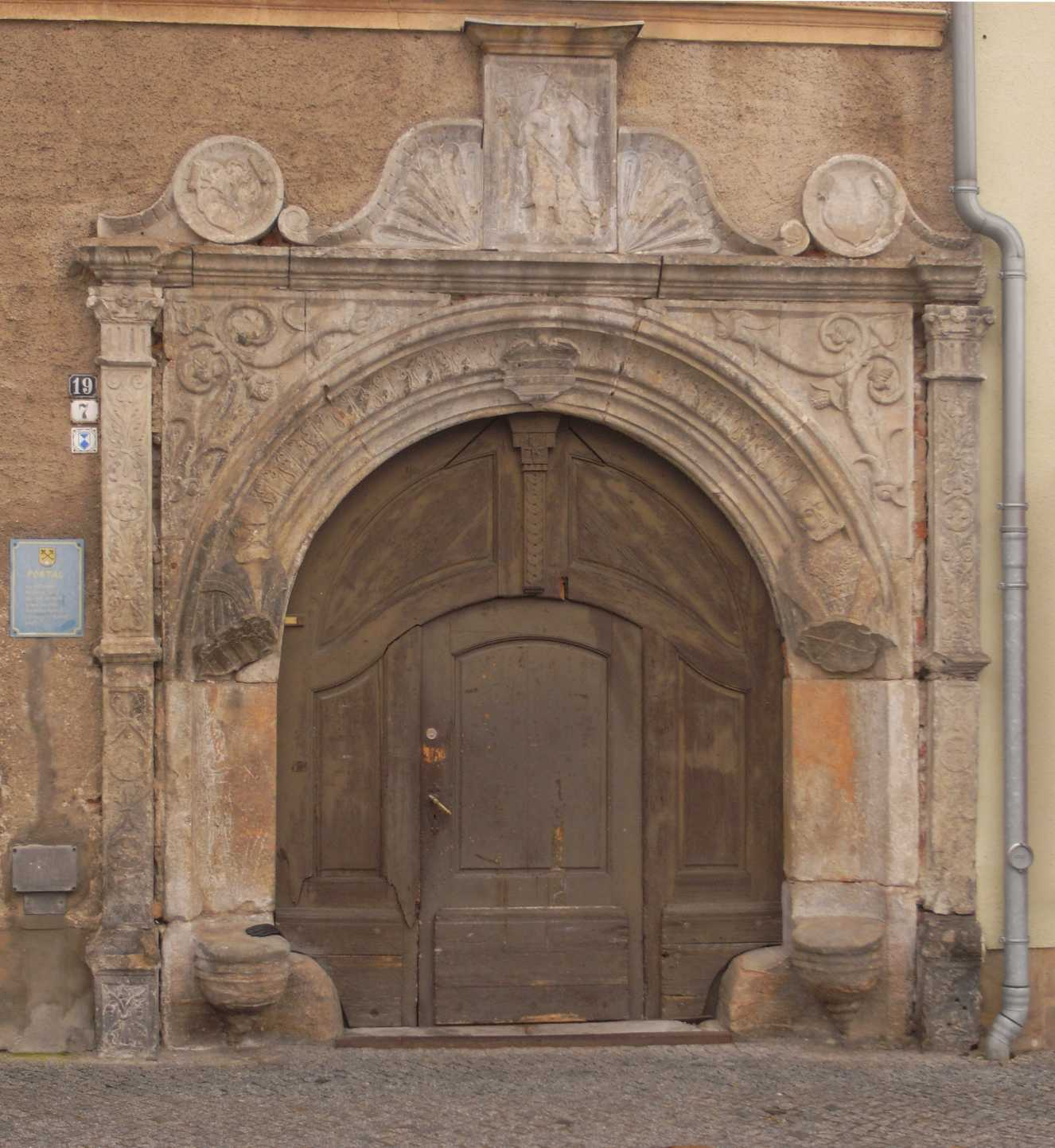
Ingangsportaal Maltitzhuis, 1543
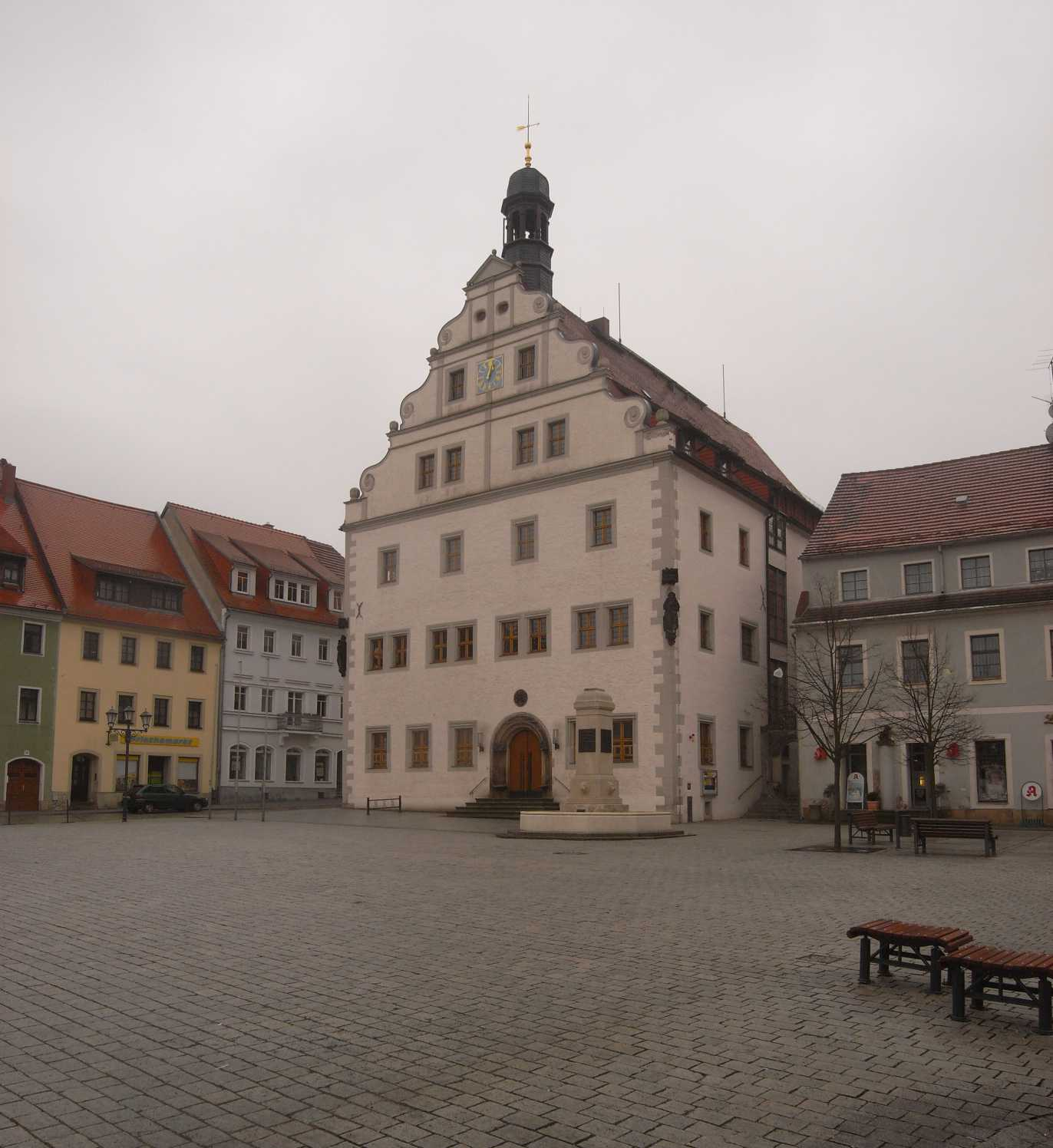
Het 15e-eeuwse stadhuis (in 1535 ingrijpend vernieuwd)
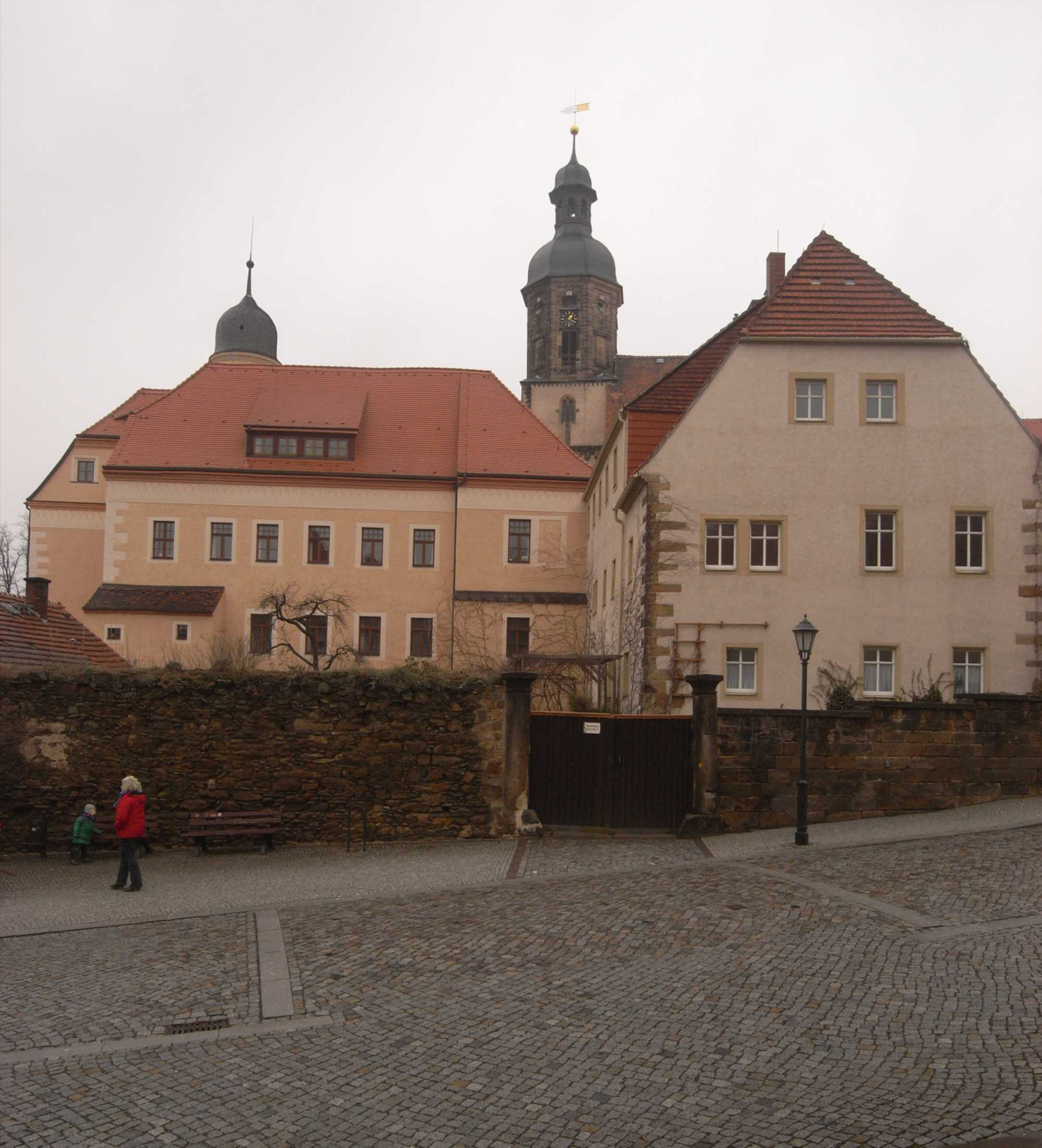
Kasteel Dippoldiswalde (1)
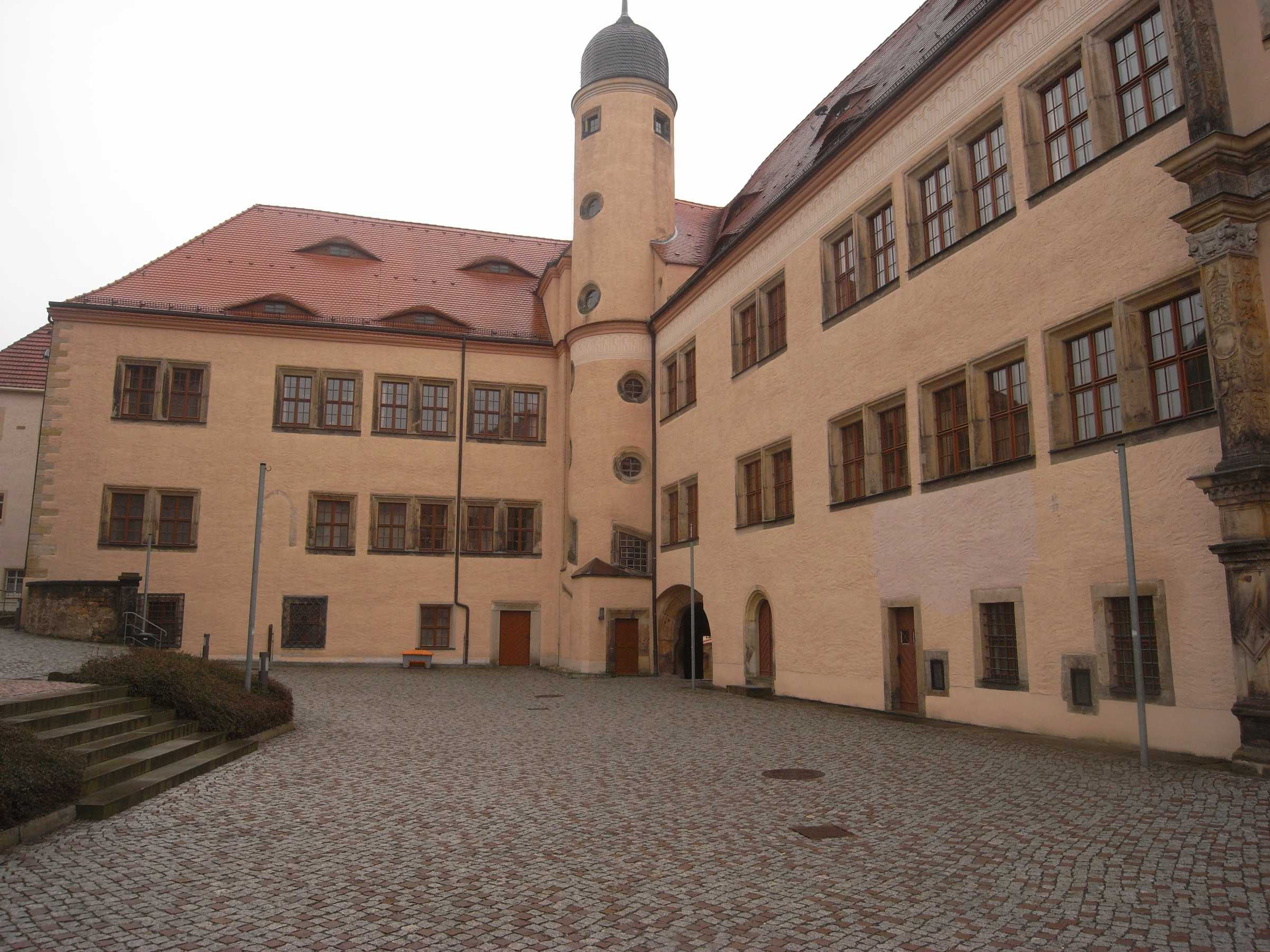
Kasteel Dippoldiswalde (2)
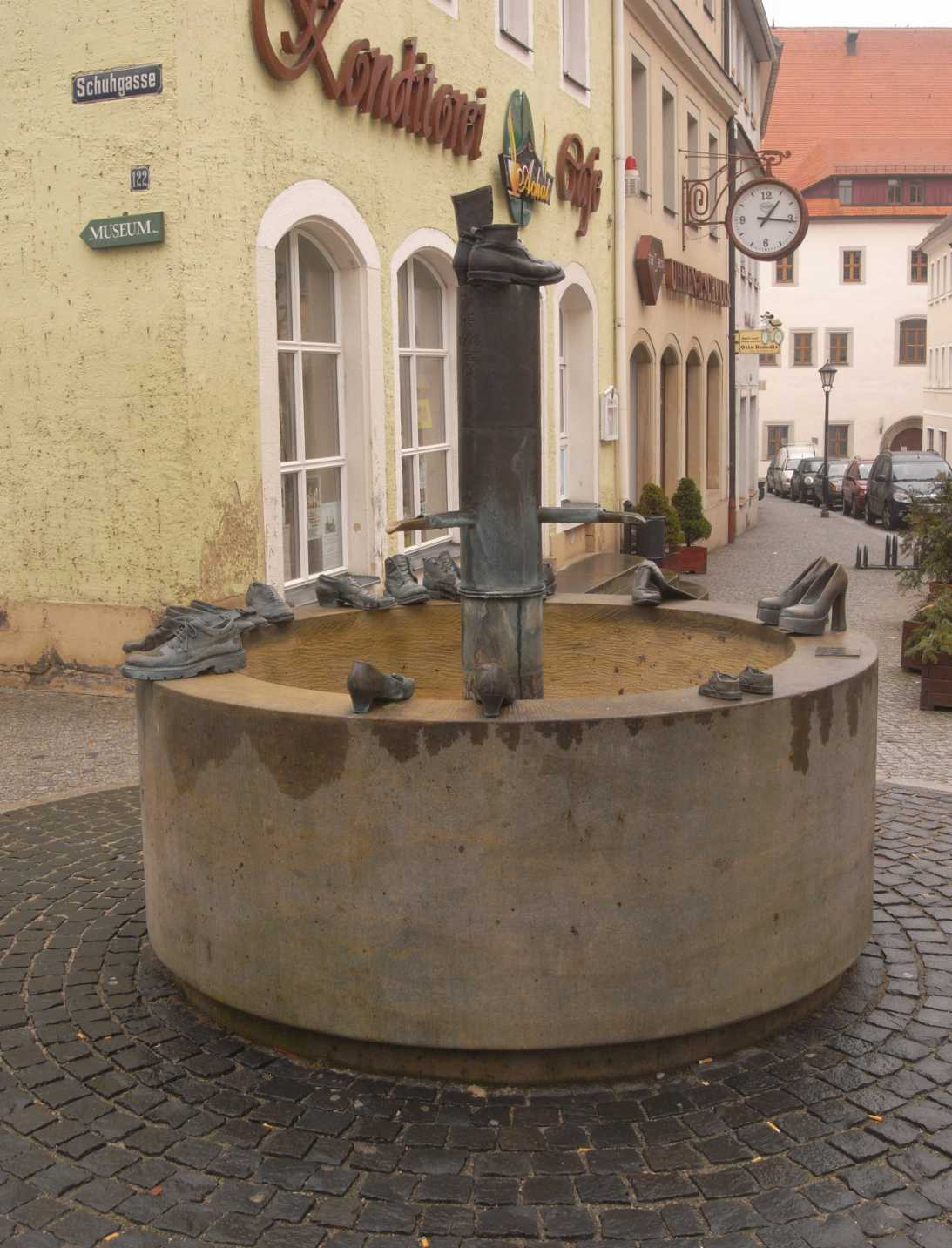
Schoenenfontein
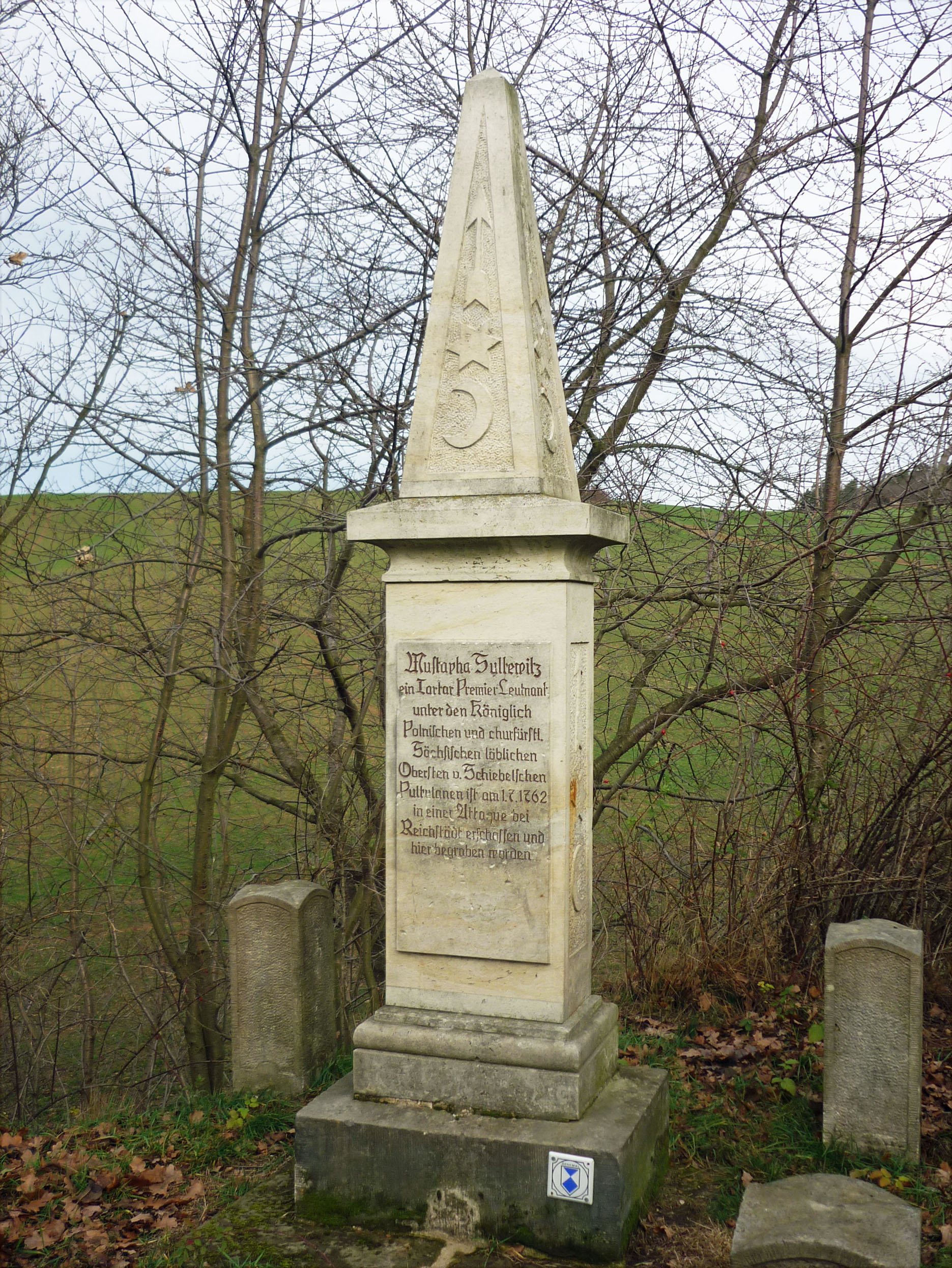
Oorlogsmonument Tatarengraf (1762)
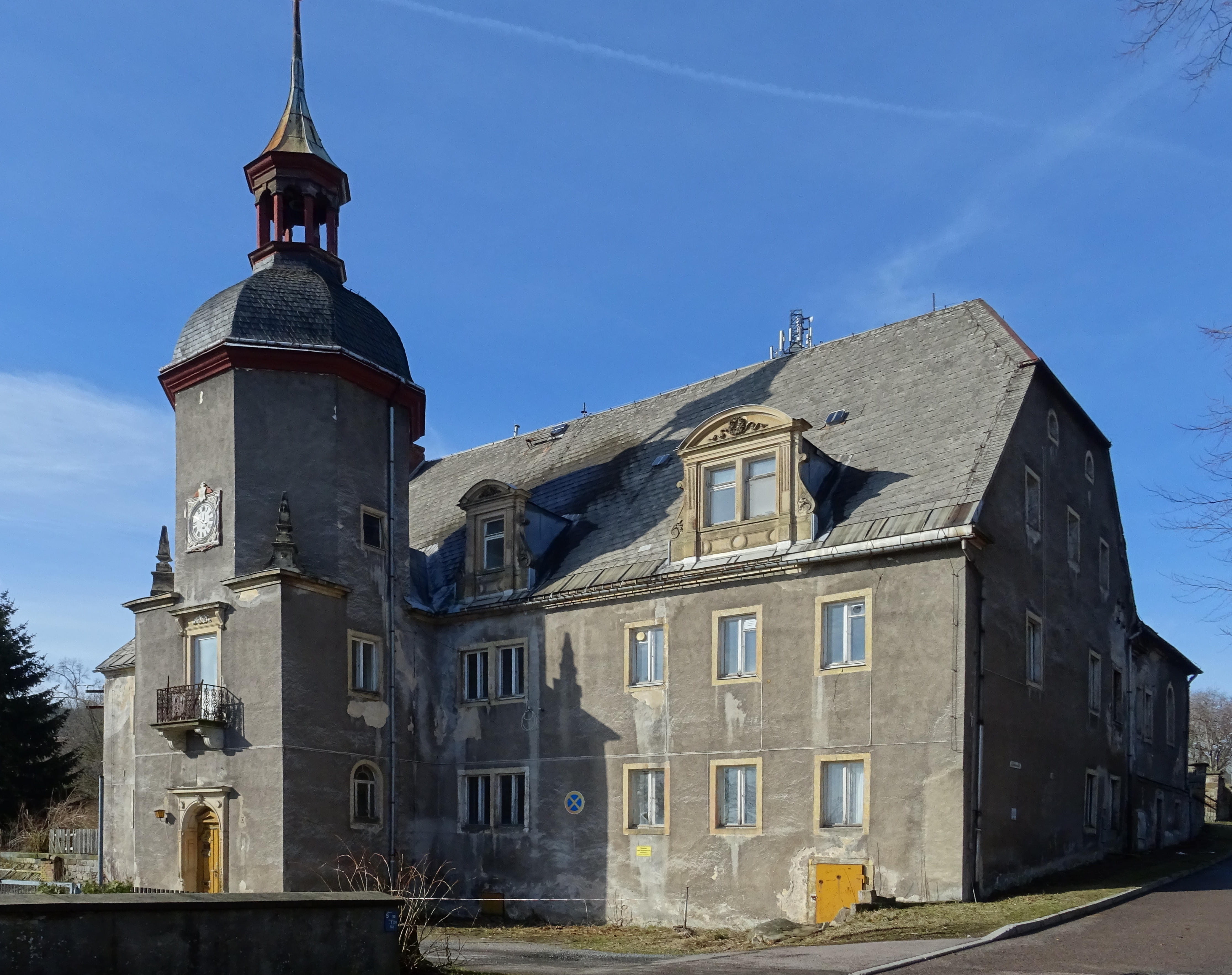
Kasteel Naundorf (foto uit maart 2019)
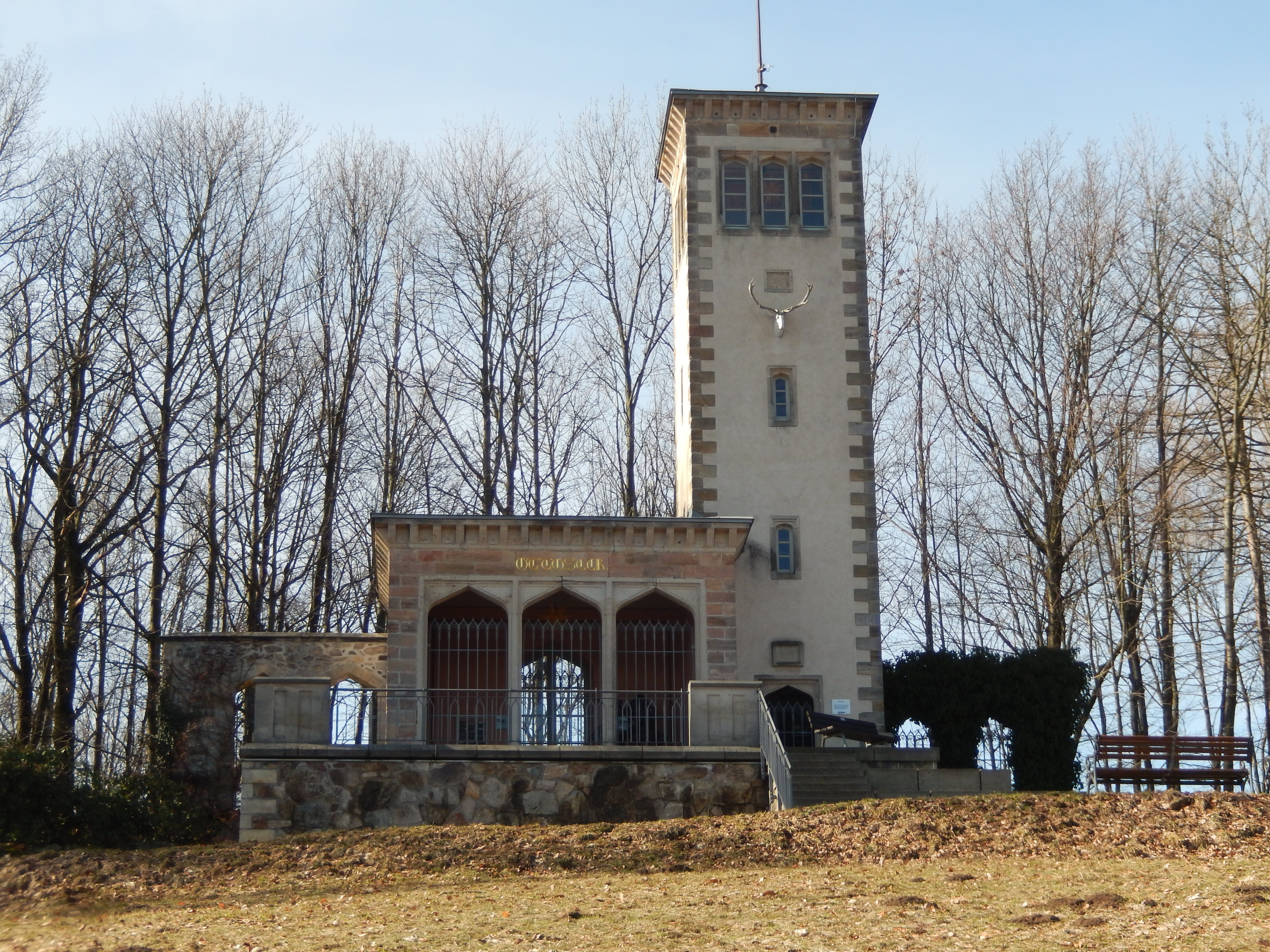
UItzichttoren Otto's Eck bij dit kasteel
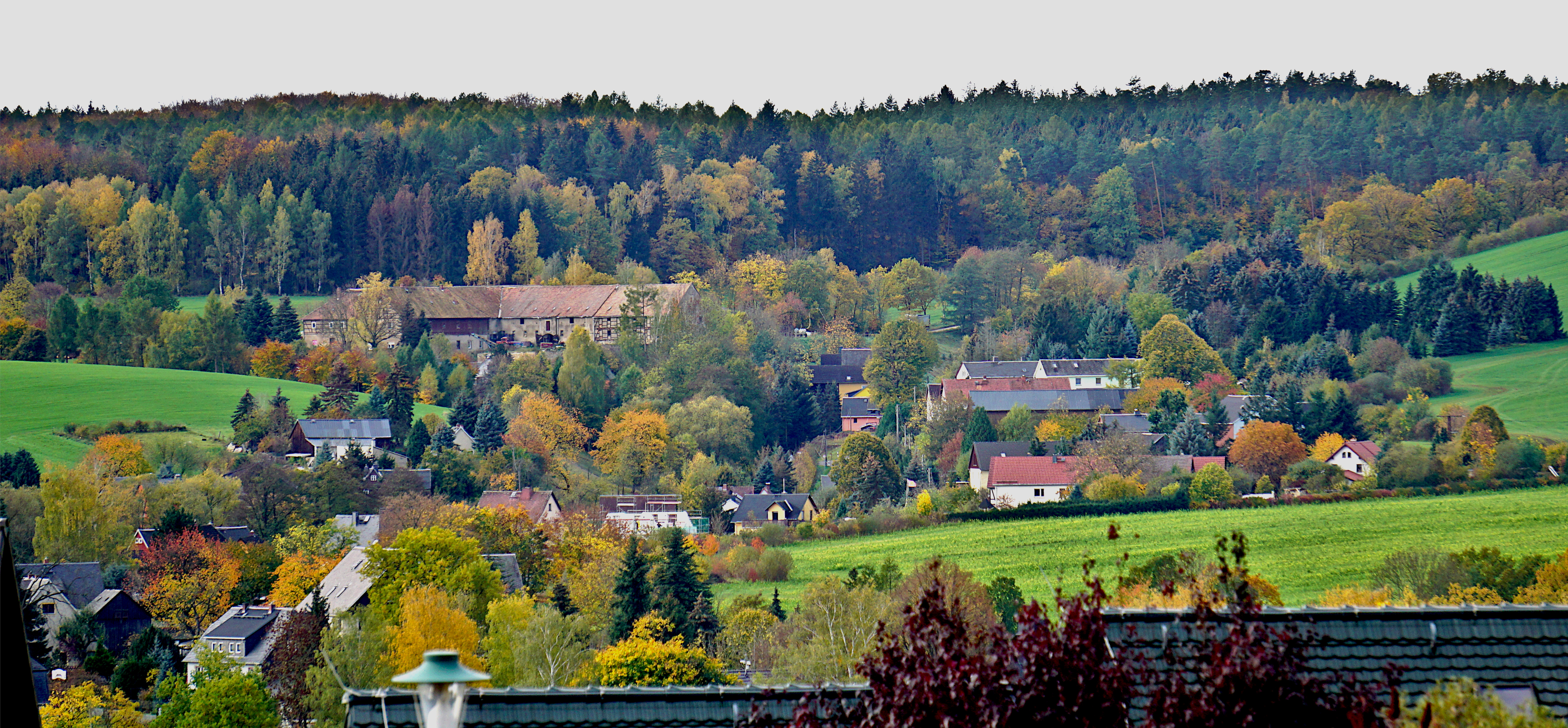
Gezicht op het schilderachtig gelegen Paulsdorf
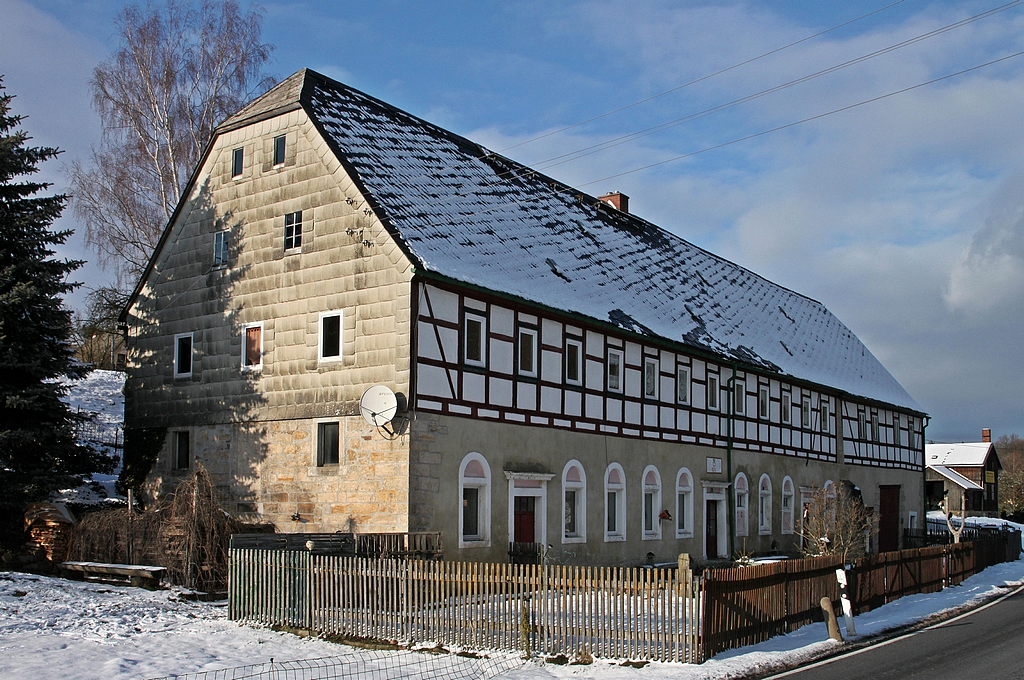
Zogenaamde Hof- of Ehrlich-molen[4], Reichstädt
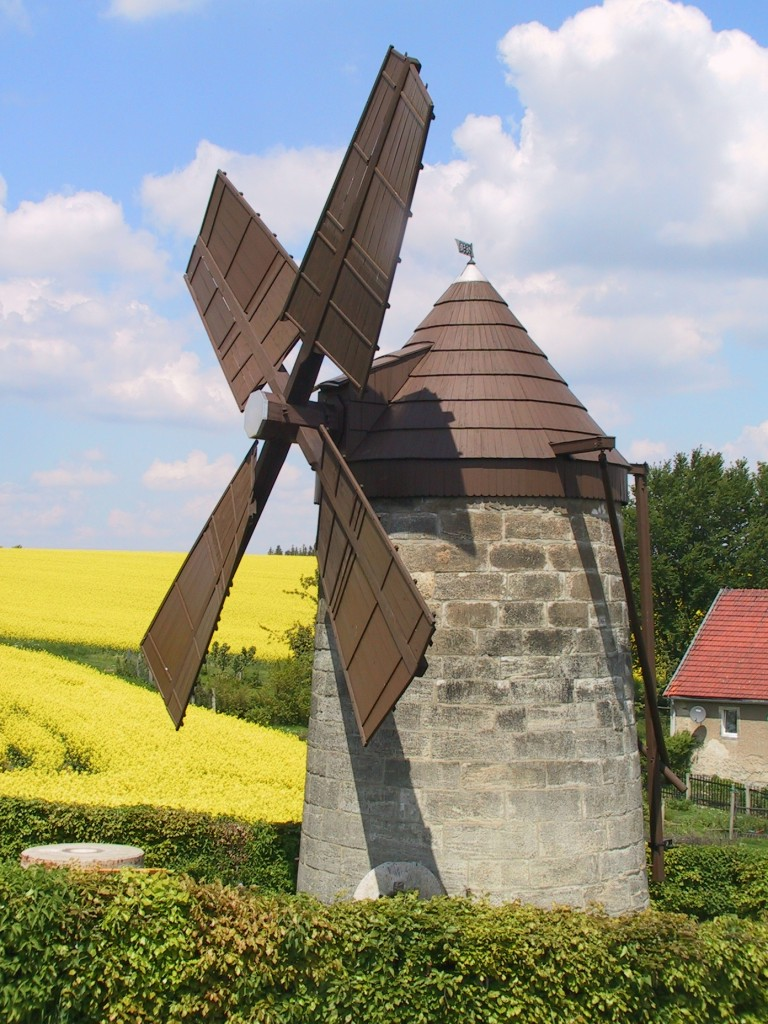
Windmolen; in bedrijf van 1850-1883; nadien gerestaureerd; deze curieuze molen is slechts 4 m hoog en staat op bijna 550 m boven zeeniveau, aan de zuidoostelijke punt van Reichstädt.
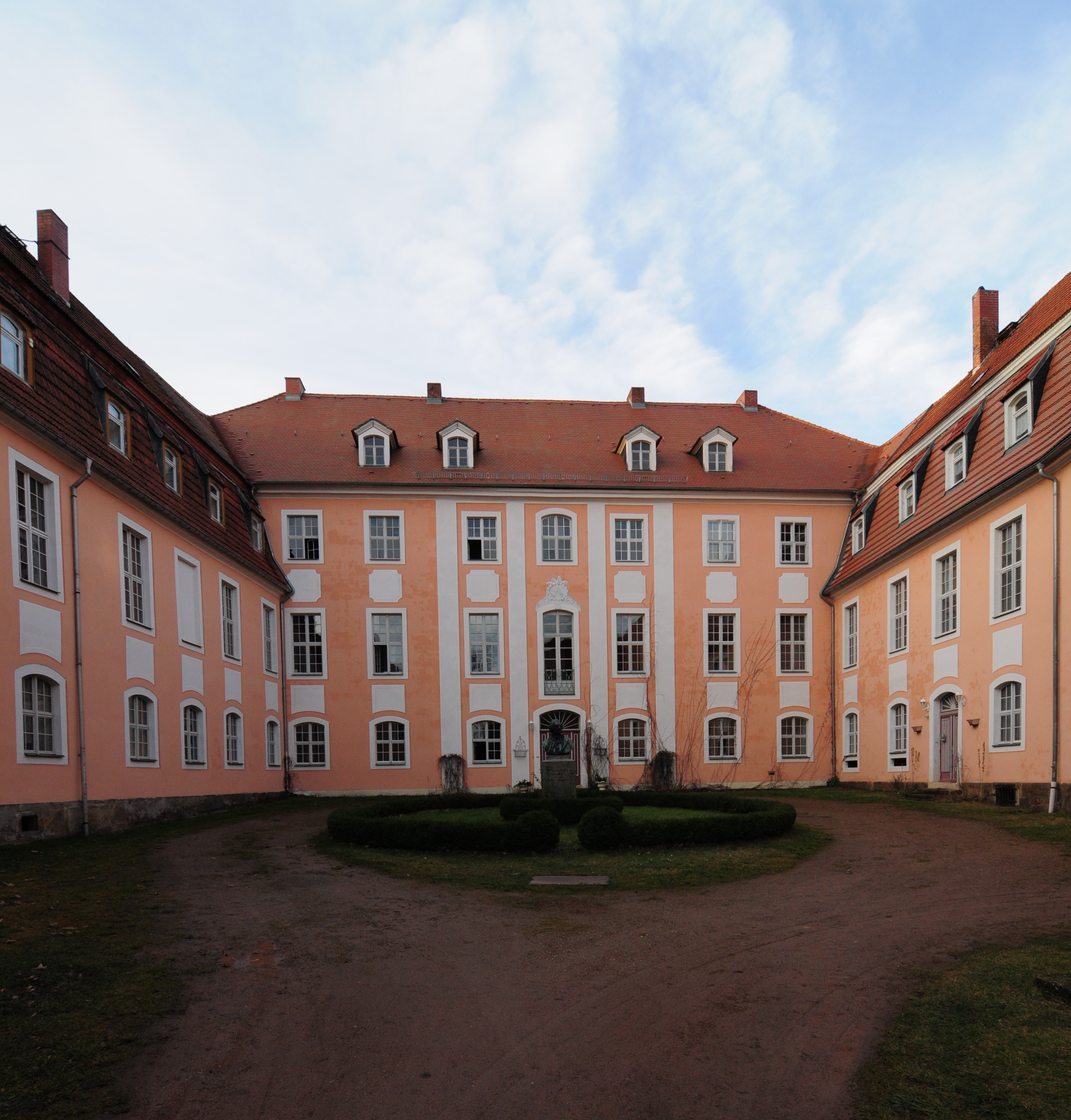
Kasteel Reichstädt (1776)
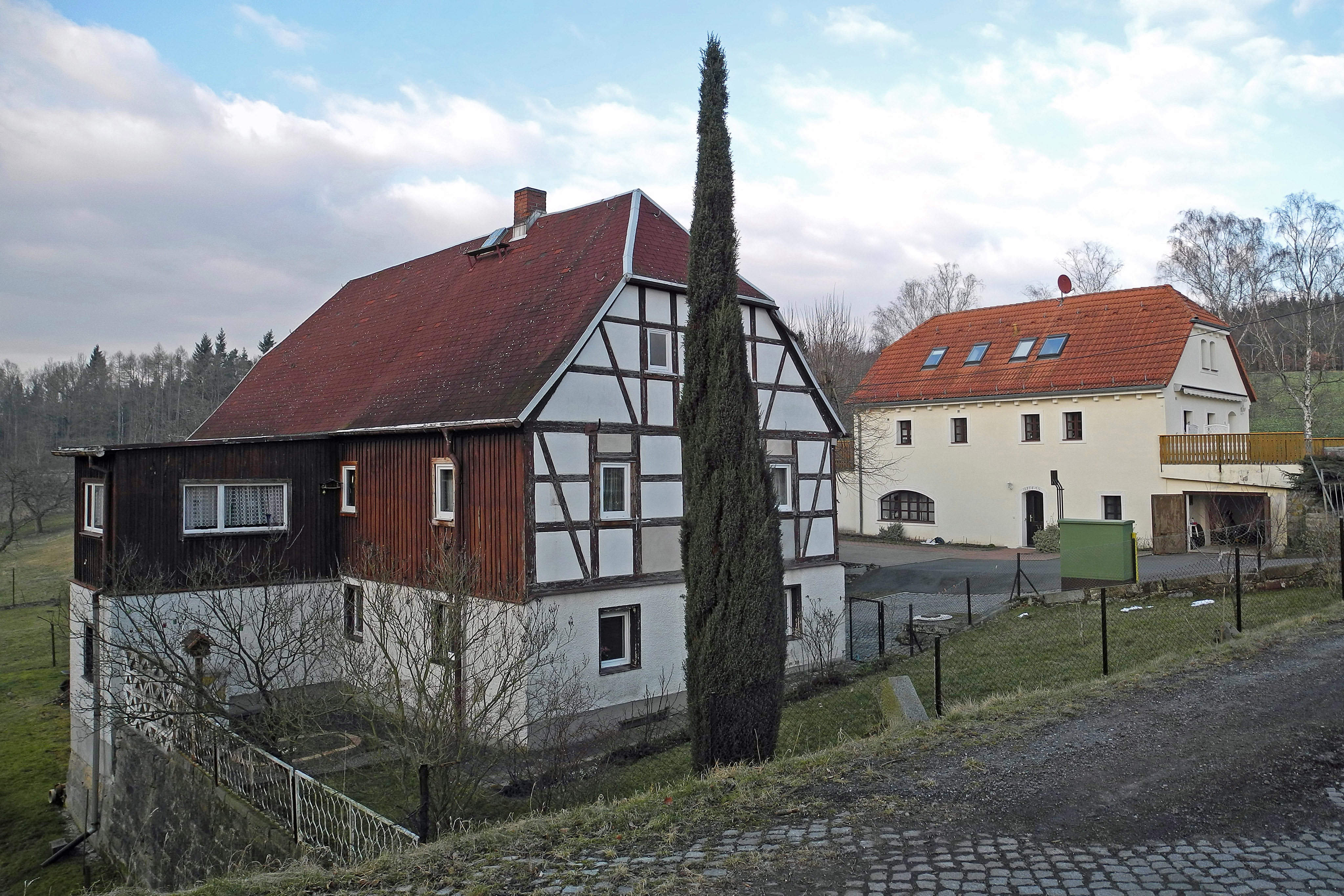
Watermolen bij Reinberg (1835)
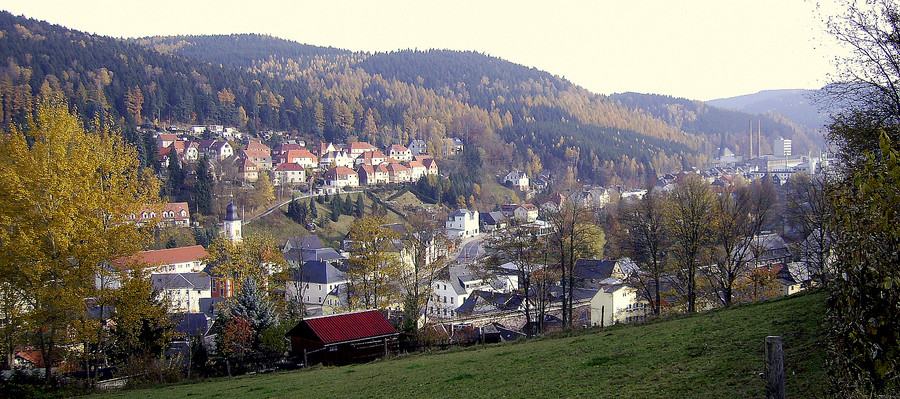
Gezicht op Schmiedeberg. Rechts op de foto, in het zuidoosten, de gieterij.

## Partnergemeentes
Dippoldiswalde onderhoudt jumelages met:
- Bílina in Tsjechië
- Stronie Śląskie (tot 1945: Seitenberg) in Silezië, Polen
- Bösel, in de Duitse deelstaat Nedersaksen, gelegen nabij de stad Oldenburg.

## Belangrijke of bekende personen in relatie tot de gemeente
- Jens Steinigen (geb. in 1956 te Dippoldiswalde), voormalig biatleet; Olympisch goud  in 1992.
- Tina Bachmann (geb. in 1986 te Schmiedeberg), voormalig biatlete